# Frederick Cook
Frederick Albert Cook (Hortonville, 10 giugno 1865 – New Rochelle, 5 agosto 1940) è stato un esploratore e medico statunitense.
Partecipò, fra il 1897 e il 1899, alla spedizione belga in Antartide, diretta da Adrien de Gerlache. Nel 1906 sostiene di aver raggiunto insieme con Edward Barrill la vetta del Monte McKinley, in Alaska, la montagna più alta del continente nordamericano (6 149 metri). Cook sosteneva anche di aver raggiunto per primo il Polo nord, il 21 aprile 1908, un anno prima di Robert Edwin Peary.

## Biografia

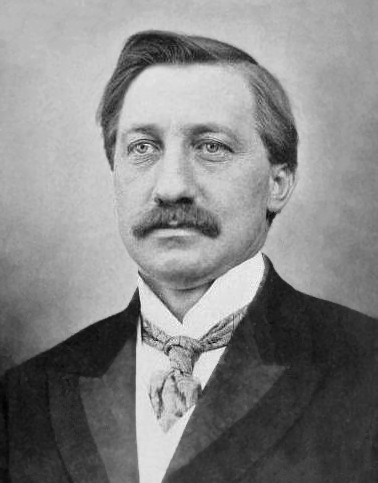
Frederick Albert Cook in una foto del 1906.

Frederick Albert Cook, penultimo di cinque figli (quattro maschi e una femmina), nacque il 10 giugno 1865 a Hortonville, nella contea di Sullivan, Stato di New York, dal dottor Theodore Koch e da Magdalena Long, entrambi nati in Germania. Il padre era emigrato negli Stati Uniti, alle falde dei Monti Catskill, nel 1848. La famiglia della madre si era trasferita da New York City in seguito a un'epidemia di colera.
La famiglia viveva in una fattoria circondata da basse colline. Il dottor Theodore, che una volta arrivato in America aveva cambiato il proprio cognome nell'equivalente inglese Cook, svolse la professione di medico legale per l'esercito unionista durante la guerra civile. Spesso i suoi pazienti, gente di campagna molto povera, preferivano pagare in natura. Theodore morì di polmonite nel 1870, quando Frederick aveva cinque anni. Fu per lui un grosso trauma che lo accompagnò per tutta la vita. I fratelli tentarono di coltivare il terreno circostante la fattoria, ma senza successo, poiché era roccioso e poco fertile.

### L'amore per la natura
Frederick, sin da bambino, amava la natura, la libertà e l'avventura. Non potendo acquistare una slitta per scendere lungo i pendii dei Monti Catskill, durante i nevosi mesi invernali, ne costruì una tagliando alberi dei boschi vicini. Divenne talmente bravo che le sue slitte erano considerate le migliori e più veloci della regione.

### Il trasferimento a Brooklyn, la scuola e il lavoro
Quando il fratello maggiore William riuscì a trovare lavoro a New York, tutta la famiglia si trasferì a Brooklyn sperando che in una grande città si potessero trovare maggiori opportunità. La madre inoltre decise che Frederick dovesse seguire le orme del padre e diventare anche lui medico. Nonostante frequentasse la scuola, Frederick continuò comunque a sostenere la famiglia, lavorando dapprima in un mercato all'ingrosso di prodotti agricoli. Malgrado lavorasse sino a mezzogiorno, riuscì comunque a diplomarsi alla Public School Number 37.
Successivamente lavorò come fattorino presso una società immobiliare e quindi aprì una tipografia. Una volta venduta quest'ultima, rilevò un servizio di consegne di latte a domicilio. Progettò e costruì con l'aiuto dei fratelli un carro, trainato da un cavallo comprato da lui stesso, adatto al trasporto delle bottiglie in vetro per il latte. Quando incominciò a frequentare all'università le lezioni di Medicina, dovette assumere diversi autisti. Le consegne incominciavano all'una di notte e terminavano verso le dieci del mattino, dopodiché Frederick si recava in aula ad assistere alle lezioni sino alle quattro del pomeriggio.
Alla sera, a casa, studiava sino a quando non riprendeva le consegne. Quando nel 1888 a New York City vi fu una tempesta di neve, montò una barca di cinque metri su dei pattini da slitta, attaccò un paio di cavalli e incominciò a consegnare a domicilio il carbone. Frequentò il Columbia's College of Physicians and Surgeons per due anni e quindi si trasferì alla New York University. L'anno successivo, a ventiquattro anni, si fidanzò con Mary Elizabeth Forbes, detta Libby, che lavorava presso un calzaturificio di Manhattan e già nell'anno seguente la sposò.

### La morte della moglie e della figlia
Nel 1890, Libby diede alla luce una bambina, che però visse solo poche ore. La donna, a causa di una grave infezione sistemica, morì qualche giorno dopo fra le braccia del marito, che solo poco prima aveva ricevuto la notizia dell'idoneità alla professione medica da parte dell'università. Fu un duro colpo per Frederick, che preferì andare a vivere a Manhattan insieme con la madre e la sorella. Vendette la ditta di consegne a domicilio al fratello William e aprì un ambulatorio medico. Cercò di risollevarsi dalla perdita della moglie e della figlia incominciando a leggere libri sulle esplorazioni artiche.

### Incomincia l'avventura

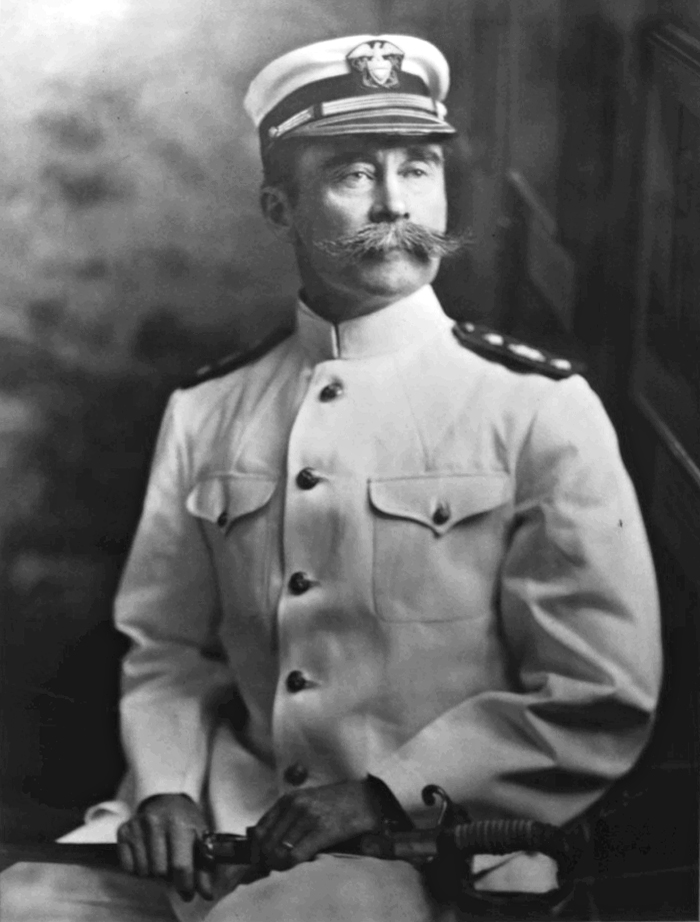
Robert Edwin Peary

Fu nell'inverno del 1891 che, leggendo un articolo del New York Herald, Cook venne a sapere che l'ingegnere Robert Edwin Peary, tenente della marina americana presso il Philadelphia Navy Yard, stesse reclutando degli uomini per la sua prossima esplorazione nell'Artico e cercasse anche un medico. Peary aveva già tentato di attraversare la calotta artica nell'estate del 1886, ma era rimasto bloccato da forti tempeste, per cui aveva dovuto rinunciare all'impresa. Erano molti anni che l'ingegnere cercava di organizzare un nuovo viaggio in Groenlandia. Quando, nel 1888, di ritorno dal "Grande Nord", aveva letto sui giornali la notizia che l'esploratore norvegese Fridtjof Nansen avesse attraversato da costa a costa la Groenlandia, ciò lo aveva fatto cadere in uno stato di forte depressione e sfiducia in sé stesso.
Cook non perse tempo e il giorno stesso scrisse una lettera a Peary in cui si offriva di partecipare alla spedizione in qualità di medico, avendo i requisiti necessari. Due mesi più tardi arrivò un telegramma in cui veniva invitato a Philadelphia per un incontro.
A Philadelphia, Peary illustrò a Cook il programma della prossima spedizione, della durata di un anno, e gli spiegò che oltre a svolgere la funzione di medico, avrebbe dovuto impegnarsi anche nelle attività scientifiche di etnologo e antropologo. A tale riguardo, consigliò a Cook di leggere diversi libri di antropologia. A sera, prima di congedarsi, i due strinsero l'accordo verbale che sanciva l'assunzione del dottore con una paga di cinquanta dollari, uguale a quella di tutti gli altri membri della spedizione. Sarebbe seguita la firma del contratto scritto, due giorni prima della partenza.

## Prima spedizione in Groenlandia

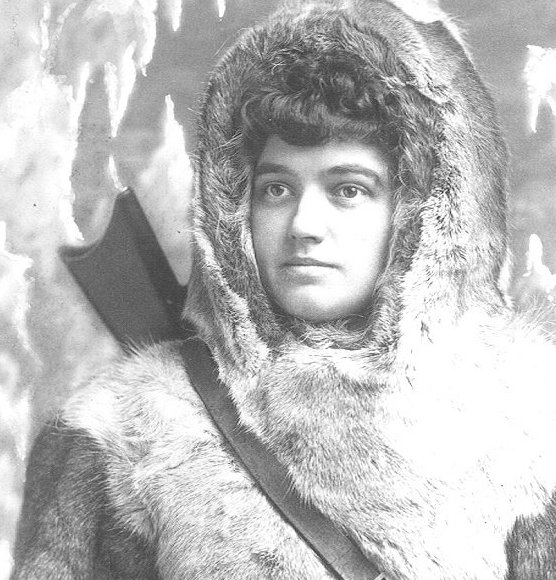
Josephine Peary, in una foto del 1892.

Un caldo pomeriggio del 6 giugno 1891, la goletta Kite, di 280 tonnellate, con la prua e lo scafo rinforzati in ferro per poter affrontare i ghiacci dell'Artico, partì da un molo di Brooklyn percorrendo l'East River. A bordo vi era anche una donna, la prima americana a partecipare a una spedizione in territorio artico; si trattava di Josephine, la moglie di Robert Peary. Il fatto di dividere l'angusto spazio con una coppia sposata per un anno intero non aveva riscosso l'entusiasmo degli altri membri della spedizione, tutti giovani e celibi. Anche Cook non era d'accordo, ma si guardò bene dal parlarne. 

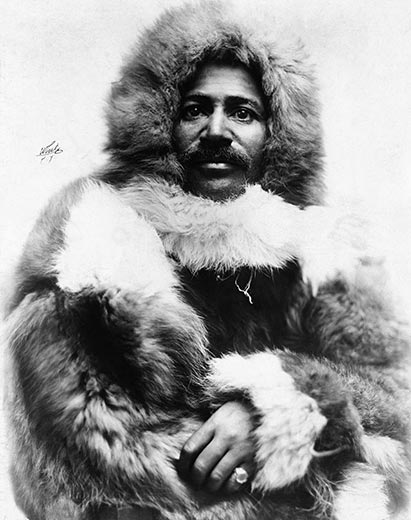
Matthew Henson in Groenlandia nel 1901.

Facevano parte dell'equipaggio anche un ventenne campione norvegese di sci di nome Eivind Astrup, che aveva risposto, come tutti gli altri, a un annuncio apparso su un giornale; un certo Longdon Gibson, ventiseienne cacciatore e scalatore di Flushing nello Stato di New York, che aveva recentemente esplorato il Grand Canyon; e John M. Verhoeff, un venticinquenne di St. Louis laureatosi all'università di Yale in geologia ed esperto anche in meteorologia. Durante l'incontro con Peary, quest'ultimo aveva asserito che le probabilità che tornassero vivi da un viaggio del genere fosse pari al 10%. L'ultimo membro del gruppo era un ragazzo di colore nato da genitori liberi, originari del Maryland, ma rimasto orfano a sette anni, il ventiquattrenne Matthew Henson; sarebbe stato il cameriere personale dei coniugi Peary.

### L'arrivo in Groenlandia
Dopo qualche settimana la goletta giunse in prossimità della Groenlandia, un'isola scoperta dai navigatori norvegesi circa cinque secoli prima dell'arrivo di Cristoforo Colombo. Solo in seguito si scoprì che aveva una forma simile a una pera lunga circa 2.400 chilometri e larga circa 1.440 nel punto di larghezza massima. Era ricoperta da uno spesso strato di ghiaccio, tranne nell'estremità meridionale e in alcune zone rocciose.
Si fermarono dapprima presso un insediamento danese sull'isola di Darko, a Godhavn per una breve sosta quindi a Upernarvik, l'insediamento danese più settentrionale, costituito da alcune case e una piccola chiesa. Qui, non essendoci un medico, il dottor Cook fece alcune visite a domicilio prestando cure ad alcuni ammalati e anche un piccolo intervento chirurgico. Il giorno dopo la Kite riprese il viaggio verso nord, avanzando a fatica fra i ghiacci della baia di Melville.

#### L'incidente di Peary
Il 14 luglio 1891, improvvisamente, un blocco di ghiaccio bloccò il timone, la ruota sfuggì dalle mani del timoniere, e ruotando velocissima colpì la gamba destra di Peary fratturandogli, al di sotto del ginocchio, sia la tibia sia il perone. Cook intervenne subito, constatò la frattura biossea e rinchiuse la gamba in una scatola imbottita di cotone, immobilizzandogliela con una stecca. A causa del forte dolore, Cook fu costretto a somministrare a Peary morfina, antidolorifici e sedativi, in modo che lo potessero aiutare a dormire.
Il timore di quasi tutti i componenti dell'equipaggio fu che quell'infortunio avrebbe potuto mettere a repentaglio il viaggio. Cook invece rispondeva che sarebbe riuscito a guarire entro la primavera, cioè quando avrebbe avuto inizio il lavoro più importante e impegnativo. Il 26 luglio 1891 il capitano della goletta informò Peary che si trovavano nella baia di McCormick e che il viaggio era impedito da grossi lastroni di ghiaccio per cui avrebbe invertito la rotta. L'ingegnere, invece, ordinò ai componenti della spedizione di sbarcare e di allestire l'accampamento per trascorrervi l'inverno. Montarono una casa prefabbricata lungo la costa nord occidentale della Groenlandia, che chiamarono "Red Clif House" per via di alcune colline rossastre che s'intravedevano a sud. Era costituita da una stanza più grande adibita a dormitorio per l'equipaggio e da una cucina; vi era anche un banco da lavoro e un piccolo magazzino e da una stanza più piccola per i coniugi Peary con un letto matrimoniale nascosto da alcune tende. Si trovavano a 78° Lat. Nord, a circa 1.500 dal Polo nord. Peary nel precedente viaggio in Groenlandia era arrivato circa 800 chilometri più a sud, e si era fermato solo cinque mesi, evitando di trascorrere l'inverno nell'artico. Gli uomini cacciavano, mentre Josephine cucinava sulle stufe a kerosene del rifugio.

#### L'aiuto degli inuit
Cook oltre a occuparsi delle condizioni di Peary, costretto ancora a letto, si interessò anche di trovare degli inuit disposti ad affiancarsi ai componenti della spedizione per la caccia e le esplorazioni. A tal proposito il dottore era convinto che era importante capire i loro usi e costumi. Usando una vecchia baleniera, Cook, Gibson, Astrup e Verhoeff fecero il giro della baia alla ricerca di insediamenti inuit, mentre Henson rimase alla Red Cliff House con Josephine. 

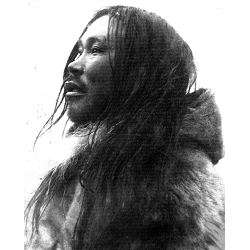
Eschimese della Groenlandia del Nord.

Il gruppo trovò alcuni insediamenti indigeni costituiti da tende estive situate su un'isola a poca distanza dalla costa, riuscendo a convincere venticinque tra uomini, donne e bambini insieme con un centinaio di cani ad andare con loro e ad accamparsi vicino al quartier generale della spedizione. Durante il periodo estivo i cacciatori eschimesi si spostavano, portandosi dietro sia la moglie sia i figli e i loro cani. Gli uomini cacciavano e pescavano, mentre le donne cucinavano e curavano i figli. I componenti delle famiglie non si separavano mai per lunghi periodi, in quanto in quelle lande desolate ricoperte da ghiacci, avevano bisogno l'uni degli altri per il sostentamento.

##### Gli usi e i costumi degli inuit

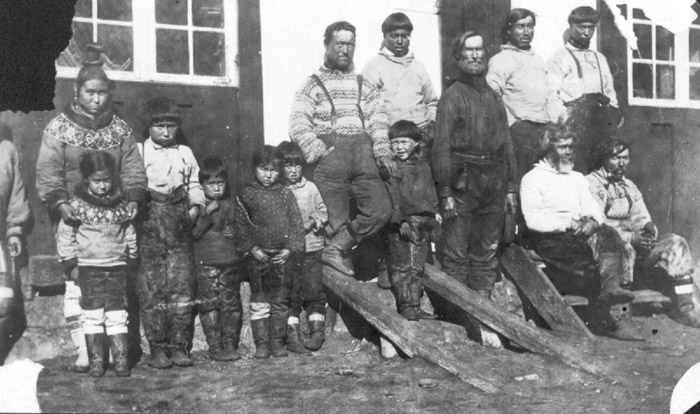
Nativi della Groenlandia nel 1893.

Peary fu molto felice e si congratulò con Cook per essere riuscito a ottenere l'aiuto degli inuit. Vivevano in iglù costruito vicino alla Red Cliff House, alla quale avevano comunque accesso e ottimamente riscaldata. I membri della spedizione riuscirono a comprendere molto delle usanze degli indigeni. Ad esempio era comune tra gli Inuit condividere la propria moglie con i visitatori, o anche con altri componenti della loro comunità se vi era tra loro un accordo.
Inoltre le donne eschimesi quando erano all'interno di un riparo avevano l'abitudine di spogliarsi dalla vita in su rimanendo a seno nudo anche davanti a estranei. Ciò Josephine non riuscì mai a tollerarlo. Avevano un concetto tutto loro riguardo alla creazione e alla storia di Adamo ed Eva. Secondo la loro tradizione un uomo era salito su un monte e aveva colpito un masso con un bastone trasformandolo nella donna, e dalla coppia erano nati tutti gli altri esseri umani.
Gli uomini inuit uscivano a caccia tutte le mattine con i componenti della squadra, e questi contraccambiavano regalando loro coltelli, ferri per fare la maglia, specchietti. Catturavano foche, trichechi e renne ricavando carne da mangiare, grasso, combustibile e pelli per confezionare indumenti per l'inverno. Le donne solitamente erano deputate a conciare le pelli nel loro modo tradizionale masticando la parte senza peli sino a renderla morbida.

###### Il parto di un bambino Inuit

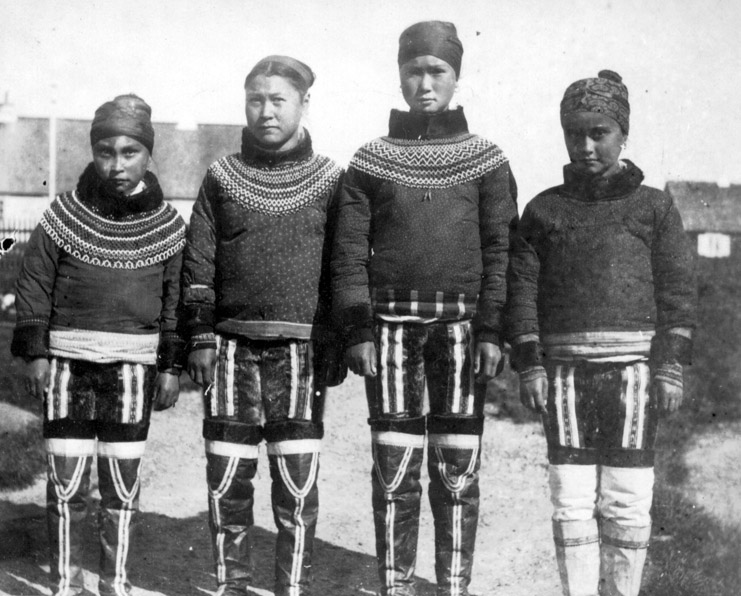
Giovani donne Inuit della Groenlandia settentrionale.

Quando cominciarono a nascere i primi bambini all'interno della comunità inuit, Cook si rese conto che il medico non era necessario, e neanche veniva richiesto. La donna durante il travaglio veniva lasciata sola in un iglù insieme con dell'olio, grasso di balena e carne surgelata. Se sopravviveva, e si sentiva il vagito del neonato gli altri membri della comunità entravano nell'iglù ad assistere la puerpera e il neonato. Se invece non sentivano alcun rumore l'iglù veniva sigillato e abbandonato. Quando nascevano due gemelli, venivano uccisi entrambi, poiché la madre non sarebbe stata in grado di portarli tutti nel marsupio dietro la schiena e avere cura di loro. Inoltre se uno dei due genitori moriva e il figlio aveva meno di tre anni veniva strangolato con un laccio di pelle di foca.

###### Le abitudini alimentari degli Inuit
Durante i mesi invernali Frederick osservò che i membri dell'equipaggio apparivano come anemici: colorito della pelle verdognolo, macchie scure sulle estremità inferiori, piedi e mani con dolori intensi, gengive ricoperte da piaghe, emorragie nasali. Erano i sintomi dello scorbuto, spesso fatale a quei tempi e a quelle latitudini, e colpiva soprattutto coloro che assumevano una dieta carente di vitamine. Gli Inuit non ne venivano colpiti: si cibavano quasi sempre di carne cruda. Cook riferì la cosa a Peary, che però non ne volle sapere di seguire le abitudini alimentare degli indigeni. Il dottore invece cominciò a inserire la carne cruda nella sua dieta.

### Inizia l'esplorazione

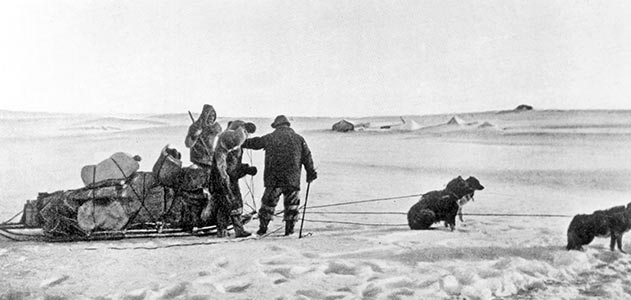
Cook e Peary durante la North Greenland Expedition.

Peary finalmente riuscì ad abbandonare le stampelle costruite da Cook e a camminare senza sostegno. Insieme con il dottore incominciarono a prendere le misure a tutti gli indigeni. Gli uomini erano alti in media 1,54 metri, pesavano in media 61 chili mentre le donne misuravano solo 1,40 metri per un peso medio di 53 chili. Cook si rese conto che le parti del corpo esposte al freddo, e quindi a rischio di congelamento come mani, orecchie, naso e piedi erano più piccole del normale.
Alla fine di gennaio ritornò il sole e la lunga notte invernale ebbe fine per cui Peary e il resto dell'equipaggio prepararono l'equipaggiamento per la spedizione. Nell'aprile 1892 costruirono un nuovo nascondiglio per le provviste su un ghiacciaio distante quaranta chilometri dalla base. La squadra di esploratori era composta da Peary, Cook, Astrup e Gibson, e partirono dal magazzino verso l'entroterra inesplorato guidando ciascuno una slitta trainata da cani. Gli eschimesi però dopo pochi chilometri si rifiutarono di proseguire per paura degli spiriti maligni che popolavano l'interno della Groenlandia per cui ritornarono alla Red Cliff House. Anche Henson ritornò indietro a causa di un principio di congelamento a un tallone, che gli causava un dolore insopportabile.
A ogni tappa costruivano un iglù come gli era stato insegnato dagli eschimesi badando a ventilarlo bene per non rischiare di morire soffocati. Ogni giorno riuscivano a percorrere fino a 32 chilometri e una volta raggiunta una località situata a 200 chilometri dalla Baia di McCormick, Peary decise di proseguire l'esplorazione insieme con un solo uomo. La scelta cadde su Astrup, il migliore del gruppo, secondo Peary, il più adatto ad affrontare il viaggio su quella distesa ghiacciata. Cook e Gibson ritornarono indietro con una sola slitta trainata da due cani e cibo sufficiente per due settimane. Secondo le previsioni di Peary la squadra di supporto sarebbe dovuta arrivare alla base entro la metà di maggio, invece arrivarono il 3 giugno 1892, con la slitta quasi vuota e trainata da un solo cane.

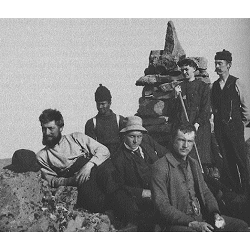
Cook, Henson, Astrup Verhoeff, Josephine, Peary.

Peary con il compagno ritornarono alla base il 5 agosto 1892, quando Josephine si era già imbarcata sulla Kite ferma all'àncora nella Baia di McCormick. Era ancora semi-addormentata quando sentì i passi di quello che capì subito fosse il marito. Tutto l'equipaggio festeggiò il ritorno dei due esploratori. Gli Inuit pensando fossero due spiriti non vollero avvicinarli. Raccontarono di quanto fosse stato lungo e duro il viaggio sotto bufere di neve. A circa 800 chilometri dalla baia di McCormick, giunsero al limite settentrionale della Groenlandia: una scogliera rocciosa alta oltre un chilometro, a cui Peary diede il nome di "Navy Cliff". Oltre la scogliera vi era la distesa ghiacciata dell'Artico. Avevano percorso circa milleseicento chilometri in ottantacinque giorni. In media ventidue chilometri al giorno.

#### La scomparsa di Verhoeff
Non passarono che alcuni giorni che Peary partì a bordo di una baleniera con la moglie, Henson e Verhoeff per un'escursione nei dintorni. Sbarcarono in una piccola baia che chiamò "Bowdoin", in onore alla sua università. Verhoeff volle ritornare a piedi alla Red Cliff House, attraversando il ghiacciaio. Il giorno dopo disse di voler andare a raccogliere dei minerali nella baia e che sarebbe tornato nel giro di qualche giorno. Non vedendolo tornare, Cook organizzò una squadra di ricerca, che sei giorni dopo ritrovò, in cima a un ghiacciaio a quaranta chilometri di distanza, le sue impronte. Del geologo, che probabilmente era scivolato sulla superficie ghiacciata ed era caduto in un crepaccio, nessuna traccia. Non fu mai ritrovato. Al ghiacciaio su cui John M. Verhoeff probabilmente morì venne dato il suo nome.

### Il ritorno a casa
Di ritorno dalla Groenlandia, a conclusione della North Greenland Expedition, la Kite attraccò a Philadelphia il 24 settembre 1892. Venne organizzato presso la Philadelphia Academy of Natural Sciences un Gran Gala per accogliere gli esploratori. Peary ringraziò pubblicamente i componenti della sua squadra. In particolare Cook che si era dimostrato un lavoratore instancabile, sempre disponibile ad aiutare gli altri. Grazie alla sua opera ogni partecipante la spedizione non aveva mai avuto alcun disturbo. Anche a Henson, il suo fedele ragazzo di colore, riconobbe che aveva lavorato duramente e si era dimostrato all'altezza degli altri compagni. Peary aveva appena ricominciato a lavorare alla Brooklyn Navy Yard quando chiese e ottenne una nuova licenza pagata di tre anni per un nuovo viaggio nel novembre del 1892.

### I rapporti con Peary si deteriorano
Cook andò a vivere con la madre a Brooklyn e riprese la professione medica presso il suo ambulatorio, e con molto successo. Quando Peary gli chiese di affiancarlo in qualità di comandante in seconda nel suo prossimo viaggio il dottore accettò con molto entusiasmo. Così pure Astrup che era ritornato in Norvegia e Henson che accompagnò l'ingegnere durante le sue conferenze per raccogliere fondi utili per la spedizione. In queste occasioni si presentava sul palco con indumenti inuit guidando la sua muta di cani portati direttamente dalla Groenlandia.
Cook chiese a Peary se poteva pubblicare la sua ricerca sugli inuit, anche se quest'ultimo non aveva ancora scritto il suo libro sulla spedizione, pensando che ciò non fosse un problema. Il comandante però gli disse che ogni componente della squadra aveva preventivamente firmato un contratto con il quale ognuno di loro si impegnava a non pubblicare alcun libro prima che fosse passato almeno un anno dalla pubblicazione di quello di Peary. Ma ciò non impedì Cook di pubblicare un libro. Peary ci rimase molto male, in quanto non si aspettava un simile atteggiamento da parte del dottore: per ritorsione informò Cook che non avrebbe partecipato alla sua prossima spedizione, anche se tra i due continuarono a esserci rapporti amichevoli e cordiali, e, almeno per un certo periodo, anche corrispondenza. Nonostante ciò, il giorno in cui Peary partì per la sua nuova esplorazione dal porto di Brooklyn, Cook si recò sul molo per assistere alla partenza.

## Seconda spedizione in Groenlandia
Qualche settimana dopo però anche Frederick partì con un'altra nave, una goletta di 23 metri di nome Zeta, per il grande Nord. La nave fu messa a disposizione da un professore dell'Università di Yale per permettere al proprio figlio, il giovane James Hoppin studente della stessa università, di soddisfare il suo desiderio di esplorazione. Si recò in Nuova Scozia in treno e salì a bordo della nave con tutto l'equipaggio e tre naturalisti salpando il 10 luglio 1892.
La Zeta, una nave praticamente nuova, costeggiò le coste occidentali della Terranova e del Labrador, attraversando lo stretto di Davis che li separava della Groenlandia meridionale, arrivando a Upernavik, l'insediamento danese più settentrionale, il 16 agosto 1892. Cook sperava di arrivare a capo York, circa 640 chilometri più a nord, ma il comandante della nave disse che era troppo rischioso, per cui si diresse a sud facendo tappa a Swartenbaak, dove il dottore incontrò degli indigeni e trattò per l'acquisto di cani da slitta, sei adulti e nove cuccioli. La sua intenzione era portare a casa i cani per addestrarli a trainare le slitte in previsione di spedizioni future.
La nave riattraversò lo stretto di Davis e si diresse verso il Labrador dove si fermò a Rigolet, un porto sulla Hudson Bay. Incontrò una famiglia di inuit ottenendo da loro il permesso di portare in America i loro figli maggiori, una ragazza di sedici anni di nome Katakata e un ragazzo di quattordici anni di nome Milsok. Questi, che sarebbero diventati famosi con i nomi di Clara e Willie, avrebbero conosciuto uno stile di vita completamente diverso dal loro. Cook si impegnò a riportare i ragazzi a casa l'anno successivo. I due giovani eschimesi cominciarono a partecipare alle conferenze di Cook in giro per l'America, vestiti con i loro indumenti tipici insieme con la muta di cani da slitta allo scopo di raccogliere i fondi necessari per il prossimo viaggio che il Dottore aveva intenzione di organizzare, ma questa volta, in Antartide.

## Terza spedizione in Groenlandia

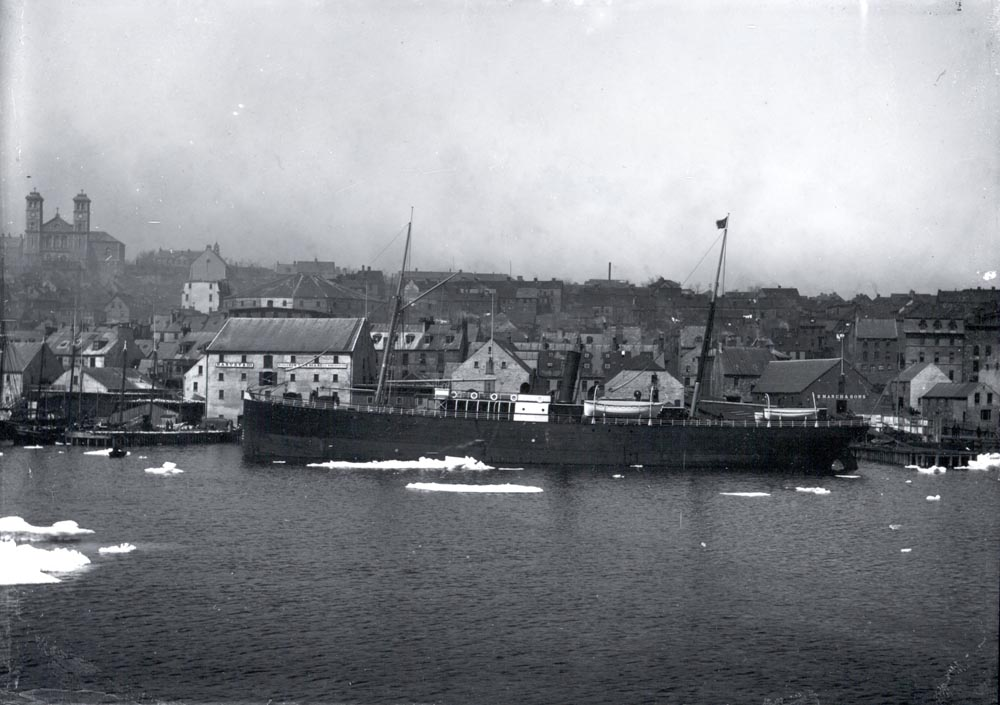
La Miranda, la più grande nave che avesse mai solcato i mari dell'Artico.

Cook tornò nell'Artico nell'estate del 1894. A bordo della Miranda, una nave di dieci anni appartenente alla Red Cross Line, di 1.158 tonnellate per 66 metri di lunghezza (la più grande nave che avesse mai solcato quei mari). A bordo vi erano anche i due ragazzi di Rigolet che tornavano a casa con grande dispiacere, oltre a una cinquantina di ricchi passeggeri disposti a sborsare 500 dollari a testa. La nave salpò dal porto di New York il 7 luglio 1894. 

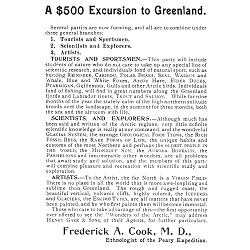
L'annuncio fatto stampare da Cook in cui invitava, dietro pagamento di 500$, chiunque volesse intraprendere un viaggio in Groenlandia.

L'inizio del viaggio non fu dei più incoraggianti in quanto durante una manovra per uscire dal porto la Miranda andò a urtare contro il molo. I primi dieci giorni passarono senza contrattempi, ma il 16 luglio 1894, dapprima comparvero all'orizzonte i primi iceberg e successivamente calò una fitta nebbia. La mattina successiva, verso le otto, la nave colpì con la prua un grosso iceberg, apparso all'improvviso nella nebbia, rimanendo incagliata e subendo un danno a dritta.
Con abili manovre il comandante riuscì a liberarla, dirigendosi nel porto più vicino lungo le coste del Labrador. Constatando meglio l'entità dei danni decisero di ritornare nel porto di St. John nell'isola di Terranova, 600 chilometri più a sud, per le riparazioni. Il 29 luglio 1894 la navigazione riprese verso nord, e, giunti a Rigolet i due fratelli furono riconsegnati alla famiglia, dopo di che l'imbarcazione fece rotta verso la Groenlandia meridionale, che raggiunsero il 3 agosto 1894.
Il 6 agosto 1894 attraccarono nel porto di Sukkertoppen, un piccolo villaggio danese di cacciatori di foche e balene. I passeggeri ebbero tre giorni per esplorare i dintorni, conoscere sia le famiglie danesi del posto sia alcuni inuit. Ripartiti, dopo aver percorso pochi chilometri, la nave colpì una scogliera nascosta sotto il livello dell'acqua, ma chiaramente indicata sulle carte nautiche dell'epoca a disposizione del comandante, e rimanendo incagliata. Una volta disincagliata e valutando i danni subiti la ciurma si accorse che nella stiva vi erano una decina di centimetri d'acqua. Vennero messe subito in azione le pompe, ma il capitano invertì la rotta: questa decisione probabilmente salvò la vita a parecchi passeggeri. 

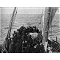
Trasbordo dei passeggeri dalla Miranda alla Rigel.

Cook prese una piccola imbarcazione e risalì la costa in cerca di aiuto. Il 16 agosto 1894 giunse a Holsteinberg dopo circa 160 chilometri, riuscendo a mettersi in contatto con un'altra nave vicina, la Rigel di Gloucester nel Massachusetts, che accolse subito la richiesta di aiuto e raggiunse la Miranda il 20 agosto 1894 nel porto di Sukkertoppen. I passeggeri con le scialuppe furono trasferiti sulla Rigel, dopo di che i marinai rimisero in moto la nave prima di abbandonarla loro stessi. La Miranda scomparve per sempre nella nebbia. La Rigel raggiunse il porto di North Sidney nella Nuova Scozia il 5 settembre 1894. Alcuni passeggeri raggiunsero casa in treno mentre altri, Cook compreso, fecero rotta verso New York salpando a bordo della Portia la nave gemella della Miranda. Il triste presagio si materializzò quando la nave lasciò il porto di New York. Il giorno dopo speronò una piccola imbarcazione a vela, la Dora N. French di Bangor nel Maine. Nell'impatto morirono quattro dei cinque membri dell'equipaggio di quest'ultima.

## Alla scoperta dell'Antartide

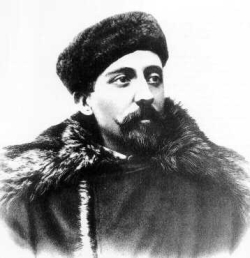
Adrien de Gerlache, comandante della spedizione in Antartide.

Una volta ritornato a casa, Cook riaprì l'ambulatorio e l'attività continuò a crescere così tanto, che dovette associarsi con un altro medico. Ma il dottore era sempre più convinto di riprendere le esplorazioni, e questa volta decise di recarsi in Antartide. Un giorno d'inverno incontrò alla Union League Club di New York City un ricco industriale nel campo dell'acciaio di nome Andrew Carnegie, uno degli uomini più ricchi d'America, il quale aveva letto numerose pubblicazioni di esploratori dell'Artico. Inizialmente pareva interessato a finanziare con una donazione la spedizione di Cook. Lo incontrò diverse volte e in una occasione, quando sembrava sul punto di definire la questione, fu chiamato in un'altra stanza e quando ritornò sembrava che i suoi pensieri fossero altrove. Praticamente non se ne fece più niente. Carnegie, dopo aver venduto il suo impero a J.P. Morgan nel 1901, si ritirò dagli affari e si dedicò alla filantropia, donando 350 milioni di dollari in beneficenza. Morì nel 1919 senza aver mai donato neanche un centesimo in favore delle esplorazioni polari.
Cook lavorava già da diversi anni in un ambulatorio, sito in una via elegante, nota per i suoi numerosi ambulatori medici. Faceva anche visite a domicilio recandosi a casa dei suoi pazienti su un carro trainato da un cavallo bianco. Alla casa badava la suocera, la signora Forbes, e spesso le facevano visita le sue tre figlie ormai adulte.
Fu a causa di queste frequenti visite che Frederick cominciò a frequentare una di esse, Anna un'insegnante. Un giorno, quasi per caso, lesse un articolo sul New York Sun in cui citava un cablogramma proveniente da Anversa, in Belgio, in cui si riferiva della ritardata partenza della spedizione antartica belga a causa della defezione del medico. Immediatamente inviò un cablogramma in Belgio proponendosi quale medico della spedizione. Ricevette nel giro di poche ore la risposta in cui veniva invitato a raggiungere la squadra a Rio de Janeiro in quanto la sua richiesta era stata accettata con entusiasmo. Fu però tentato più volte a rifiutare l'opportunità in quanto lui e Anna, verso la fine del 1897, si fidanzarono e viste le precarie condizioni di salute di lei non voleva abbandonarla per molto tempo. Infatti sospettando avesse addirittura una tubercolosi la fece vedere da un collega specialista che però non confermò la patologia. Questo confortò alquanto Frederick, ma intanto aveva perso la nave per il Sud America.

### L'avventura ha inizio

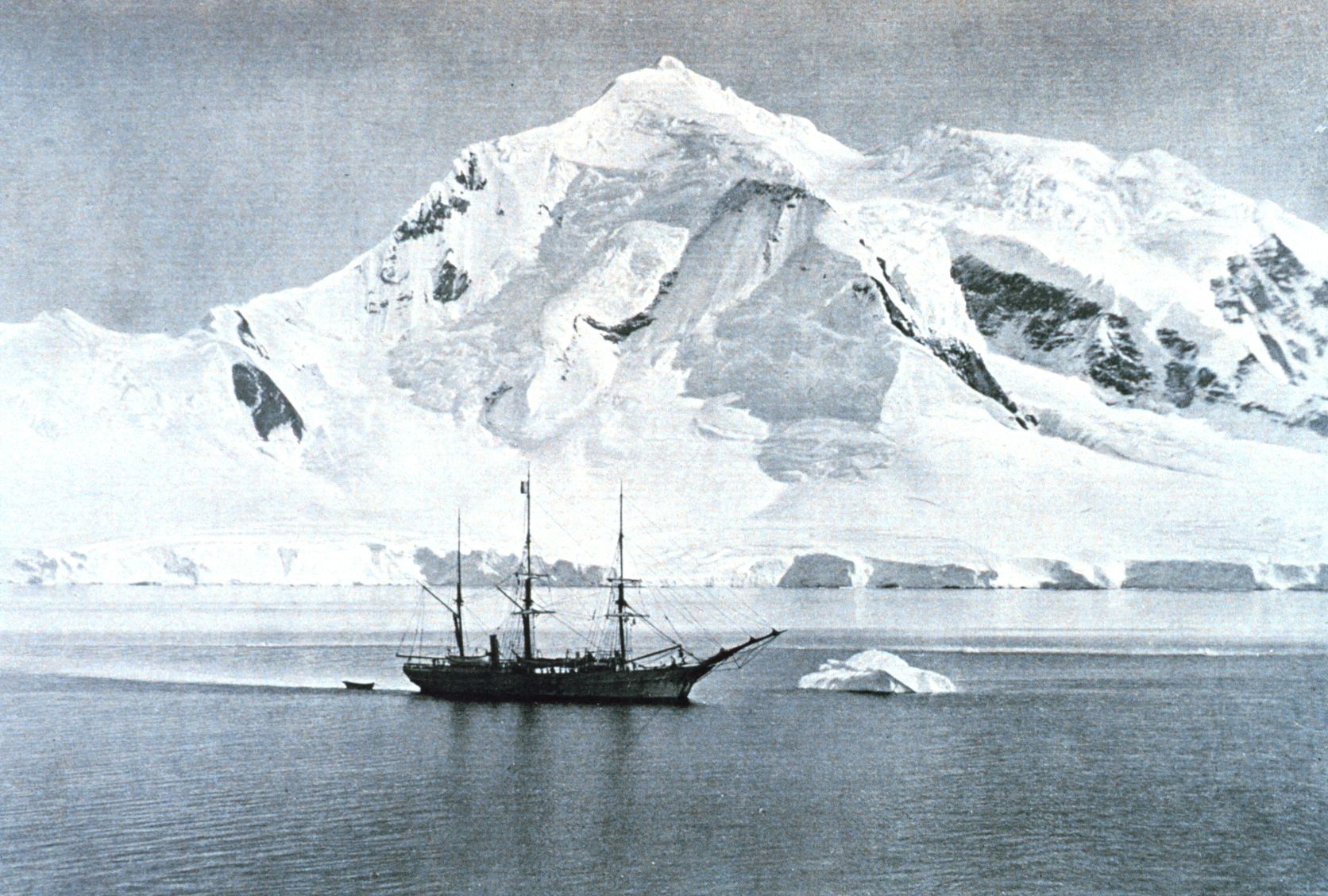
La Belgica di fronte al monte William in Antartide.

Riuscì a imbarcarsi tre settimane dopo e una volta finalmente arrivò a Rio de Janeiro dovette aspettare due settimane, prima di potersi imbarcare sulla Belgica, una nave utilizzata per la caccia alla foca. Oltre al capitano Adrien de Gerlache, un ufficiale di marina belga, vi erano diversi scienziati e come comandante in seconda vi era un norvegese, come lo erano diversi marinai. Era un esploratore che divenne anni dopo protagonista in Antartide: Roald Amundsen. Lo scopo della missione, che aveva l'avallo della Royal Geographical Society di Bruxelles oltre al sostegno del governo, era quello di eseguire studi scientifici all'interno del circolo polare antartico per l'intera stagione. Dopo aver costeggiato l'intera costa orientale del Sud America, la nave attraccò nella Terra del Fuoco, dopo di che si diresse verso sud, in acque antartiche.

#### La morte di Carl Wiencke
Cook imparò a conoscere le peggiori condizioni atmosferiche della terra, tempeste di grandine e neve, vento sferzante. Un giorno durante una tempesta Cook e Amundsen sentirono un grido e guardando a poppa videro che un marinaio, Carl Wiencke, era caduto nell'acqua gelida. Era riuscito ad afferrare una cima ma nonostante l'equipaggio si prodigasse per recuperarlo, anche se era impossibile calare una scialuppa di salvataggio visto il mare estremamente agitato, pian piano le forze gli scemarono e il marinaio scomparve sotto la nave. La perdita di Carl fu uno shock per i molti amici che aveva tra i giovani componenti l'equipaggio.

### L'arrivo in Antartide

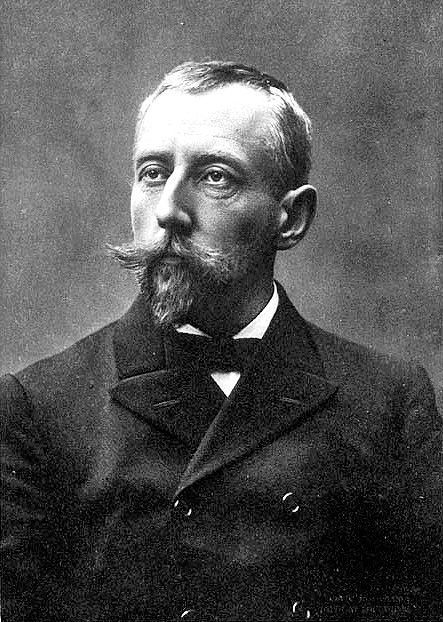
L'esploratore norvegese Roald Amundsen.

La nave oltrepassò le isole Shetland meridionali e arrivò in vicinanza dell'Antartide, una parte del mondo ancora inesplorata, per cui il comandante De Gerlache tracciò il profilo costiero sulle mappe. Una squadra composta da Cook, Amundsen e alcuni scienziati sbarcarono per andare a esplorare l'entroterra. Frederick piantò, per la prima volta, in quelle lande ghiacciate una bandiera americana. Dopo una settimana, il resto dell'equipaggio richiamo i due in quanto erano riusciti a intravedere, verso sud, una breccia nel ghiaccio. Avrebbero dovuto raggiungere la costa meridionale antartica dell'Australia. Alla metà di febbraio però erano ancora molto lontani. La Belgica riuscì a passare attraverso un passaggio che sbucava nell'Oceano Pacifico.
Una squadra composta da Cook, Amundsen e gli scienziati sarebbe sbarcata nella zona del polo magnetico e avrebbero piantato un campo invernale mentre il resto dell'equipaggio sarebbe andato in Australia. La nave fu però costretta ad affrontare un'altra terribile tempesta e a navigare tra le insidie degli iceberg. Inoltre l'avvicinarsi dell'inverno peggiorava notevolmente le condizioni meteorologiche. Cercando di navigare verso sud la Belgica fu spinta, dalla tempesta e dal vento che spirava da nord, verso una distesa di ghiaccio non compatto.

#### Bloccati nella banchisa
Superata la tempesta, una mattina la nave, che si trovava a 160 chilometri dalla distesa ghiacciata, si ritrovò con la banchisa chiusa attorno allo scafo. Erano bloccati e le provviste stavano terminando; inoltre l'equipaggiamento non era adatto per quelle rigide temperature antartiche. Si trovavano a 71° S e 85° O e avevano superato il circolo polare antartico di 480 chilometri ma si trovavano ancora a più di 1.609 chilometri dal Polo Sud. Sarebbero stati i primi a trascorrere la stagione invernale, la grande notte polare. 

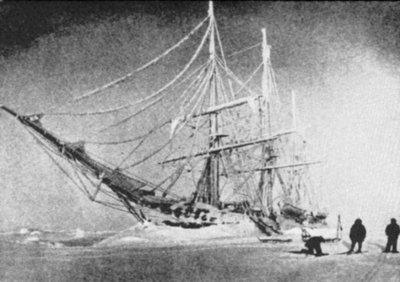
La Belgica intrappolata dai ghiacci dell'Antartico.

La nave comunque, non era ferma, ma veniva trasportata dalle correnti assieme al blocco di ghiaccio dentro la quale era bloccata. Per ripararsi maggiormente dal freddo la ciurma costruì delle doppie porte e delle doppie finestre, posero una seconda stufa nella zona delle cuccette e inoltre venne posta una passerella a babordo. Il sole scomparve il 15 maggio 1898, per ripresentarsi dopo due mesi, ma incominciarono tempeste di neve con venti così sferzanti, violenti e continui da rendere impossibile trascorrere molte ore fuori dalla nave.

#### I primi decessi
Con il passar del tempo incominciarono a comparire malumore e apatia e anche le malattie. Il primo ad ammalarsi fu il tenente Danco a causa di un disturbo cardiaco preesistente. L'uomo morì il 5 giugno 1898, e ciò determinò un peggioramento dell'umore dell'equipaggio. Il corpo venne inserito in un sacco con dei pesi all'interno e fatto cadere nel mare attraverso una buca scavata nella neve. Qualche giorno dopo a morire fu il gatto della nave, Nansen. Fu un dispiacere per tutti perché era un gatto affettuoso e desideroso di carezze ma che nell'ultimo periodo mangiava poco ed era irritabile.
Una mattina il marinaio francese di nome Ernest Poulson salì sul ponte e in preda a un attacco di follia con un pugnale in mano riuscì a ferire diversi compagni. Scese dalla nave inseguito da Amundsen mentre Cook si prestava a medicare i feriti. Quando venne raggiunto dall'esploratore norvegese, Poulson era già morto in quanto cadendo si infilzò la lama del suo coltello nell'addome. Venne sepolto come il primo deceduto. Due settimane dopo, un altro marinaio salì sull'albero maestro urlando che vi era acqua libera davanti alla nave ma perse l'equilibrio e cadde sul ponte morendo sul colpo, Ciò che affermava di vedere non era altro che un'allucinazione. Fu l'ennesima sepoltura.

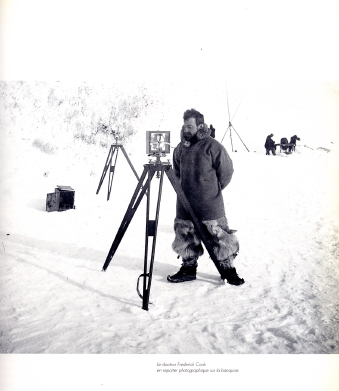
Frederick Cook esegue delle misurazione e dei rilievi scientifici in Antartide.

#### La cura dell'anemia
Oltre allo stress psicologico Cook constatò che l'equipaggio soffriva di gengive porose, occhi e caviglie gonfie, insonnia, allucinazioni, inappetenza, aritmie cardiache. Inoltre diagnosticò una forma di anemia che era assai diffusa nelle regioni polari. Frederick era convinto che ciò dipendesse dall'assenza dei raggi solari per cui pensò di obbligare gli uomini a restare fermi nudi davanti al fuoco acceso sulla banchisa per un'ora assorbendo in tal modo calore e luce. Inoltre consigliò una dieta a base di carne fresca.
Il primo a sottoporsi a tale cura fu il capitano Lecointe che era molto malato e debole. Dopo qualche settimana il capitano riuscì a ristabilirsi completamente. Essendo le scorte di carne esaurite, andarono a caccia di foche e pinguini usando bastoni e arpioni. Le condizioni di tutto l'equipaggio migliorò progressivamente e anche il morale; inoltre il 22 luglio 1898 il sole riapparve dopo settanta giorni di notte polare.

#### Cook e Amundsen due grandi amici

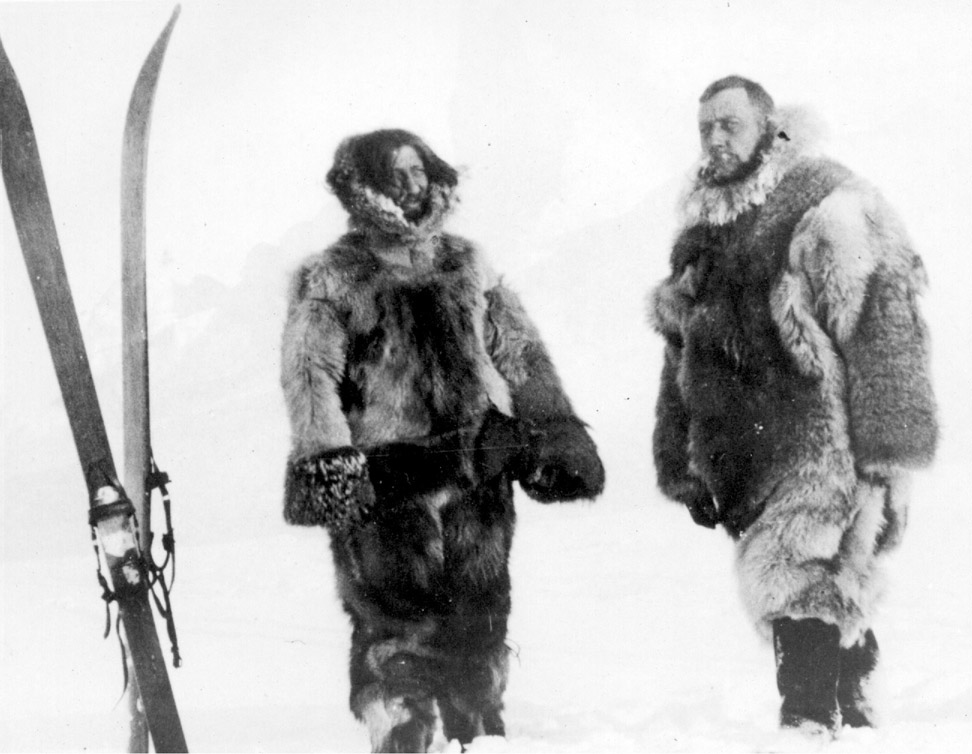
Cook e Amundsen in Antartide. Due ottimi amici con una grande stima reciproca.

Cook e Amundsen costruirono una slitta leggera pesante solo 34 chili i cui pattini erano rivestiti da strisce di ferro. Mentre l'amicizia e la stima fra i due continuava a crescere scoprirono di avere una profonda ammirazione per Eivind Astrup che aveva partecipato alla spedizione artica dal 1892 al 1893 con Cook e Peary ed era stato compagno di scuola di Amundsen. Purtroppo era deceduto e la notizia apparve il 22 gennaio del 1896 in un articolo del New York Sun redatto a Oslo. Astrup qualche giorno dopo Natale era partito con gli sci per far visita a degli amici che abitavano in una città a circa 80 chilometri portando con sé cibo solo per un giorno. Tre settimane dopo, non avendo più avuto notizie, gli amici organizzarono le ricerche che portarono al ritrovamento del corpo congelato in un bosco. Non si è mai chiarito se fosse morto per una malattia o per un trauma.

#### Un'idea di Cook salva la vita a tutto l'equipaggio
I mesi passavano ma la nave era ancora bloccata, e le riserve di cibo e di combustibile diminuivano progressivamente. Trascorse la primavera e l'estate. Cook e Amundsen fecero diverse escursioni per testare l'attrezzatura. L'autunno trascorse e arrivò il Natale del 1898 e quindi anche il Capodanno del 1899. La prospettiva era di trascorrere un altro inverno in Antartide. Un giorno Cook propose di scavare due canali poco profondi, uno dalla prua della nave e uno dalla poppa che la collegassero al mare. Pensava che se il ghiaccio si fosse rotto lungo tali linee più deboli la Belgica avrebbe potuto raggiungere il mare aperto.

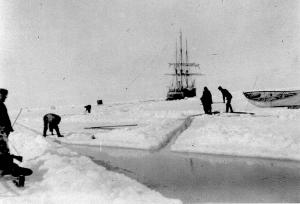
Cook e gli altri componenti l'equipaggio della Belgica scavano il canale che permetterà alla nave di liberarsi dai ghiacci.

Lavorando ventiquattro ore su ventiquattro facendo turni di otto ore ciascuno dopo un mese riuscirono a scavare questo canale, dopo di che attaccarono una grossa fune a prua e tentarono di trainarla. Una mattina risvegliandosi si accorsero con grande delusione che il canale si era richiuso ma all'improvviso il vento cambiò direzione e lo riaprì. L'equipaggio incominciò a tirare la cima attaccata alla nave e finalmente riuscirono a farle raggiungere il mare aperto, dopo circa un anno. Scoppiarono a piangere di gioia. Riuscirono a calcolare che la nave in questo periodo si era spostata all'interno della banchisa per più di 1.600 chilometri.

### Il ritorno alla civiltà
Fecero rotta verso il Sud America dove Cook sbarcò, in quanto voleva fare delle ricerche sugli indiani che abitavano lungo la costa desolata, mentre il resto del gruppo riprese la rotta verso casa. Dopo un mese raggiunse Montevideo in Uruguay dove ricevette la notizia che Anna la sua fidanzata era deceduta. Il temuto naufragio della Belgica, con la conseguente morte dei componenti la spedizione, aveva minato la già precaria salute della donna portandola alla morte.
Cook tornò a Brooklyn nel giugno del 1899 e come sempre riaprì l'ambulatorio, incominciando la stesura del libro sulla spedizione antartica. Non trovando un editore disposto a pubblicarlo, fondò la Polar Publishing e pubblicò lui stesso il libro Through the First Antarctic Night che fu accolto molto bene da un pubblico di appassionati e fu tradotto in diverse lingue. Frederick A. Cook divenne il primo americano ad aver esplorato sia l'Artide sia l'Antartide. Amundsen attribuiva la salvezza dell'intero equipaggio all'ingegnosità del dottore. Ricevette dal re del Belgio Leopoldo I la maggior onorificenza della nazione, l'Ordine di Leopoldo, e fu l'unico non belga della Belgian Antarctic Expedition a riceverla.

## Alla ricerca di Peary
Erano passati diciotto mesi da quando Peary era partito per l'ennesima spedizione artica imbarcandosi sulla Windward e non aveva più dato notizie di sé. Josephine era inquieta e molto preoccupata; insieme con la figlia partì per la Groenlandia alla ricerca del marito. Da allora nessuno aveva più avuto sue notizie. I sostenitori di Peary chiesero a Cook di unirsi a loro per un'operazione di salvataggio: lui conosceva la zona ed era in grado di colloquiare con gli inuit.
Si imbarcò insieme con la moglie di Peary a bordo della Erik, una nave usata per la caccia della foca, e il 7 agosto 1899 giungendo a Etah Harbor, in Groenlandia, mentre la Windward era ferma poco distante: finalmente Josephine era riuscita a ricongiungersi al marito dopo essere stata bloccata a sua volta dai ghiacci circa 400 chilometri a sud del luogo dove Peary aveva trascorso l'inverno. Cook ne approfittò per informarla del decesso della suocera nella sua casa nel Maine. Josephine avrebbe avvisato personalmente il marito e chiese al dottore di visitarlo, dato che era in condizioni pessime e di consigliargli di ritornare a casa con lei e la figlia.

### Le tragiche condizioni di Peary

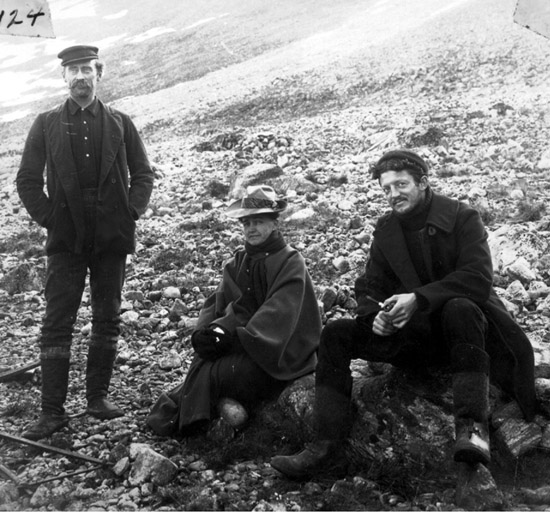
Peary (a sinistra) e sua moglie Josephine (al centro) in una foto del 1901.

Cook si recò nella stanza di Peary e lo trovò molto invecchiato dall'ultima volta che lo vide. Non aveva più il fisico di alcuni anni prima. Aveva la pelle, soprattutto del viso, che sembrava bruciacchiata e di un colorito grigio-verde, era sottopeso e la muscolatura non era tonica, i riflessi erano rallentati, gli occhi erano infiammati e soffriva di nictalopia. I denti erano in pessime condizioni, cariati e affetti da piorrea, le gengive arrossate con i sintomi iniziali di scorbuto, l'intestino non funzionava bene, le arterie erano dure e aveva grosse varici alle gambe. Inoltre in altre parti del corpo le piccole vene apparivano dilatate.
Cook riteneva che questo quadro clinico fosse imputabile alla cattiva alimentazione, carente di sostanze nutritive essenziali, e all'anemia. Aveva quasi finito di visitare l'ingegnere quando si accorse di una cosa che lo fece indietreggiare scioccato. I piedi di Peary avevano gli esiti di pregresse ulcere, otto dita gli erano state amputate parzialmente dopo la prima spedizione e i moncherini che non riuscivano a guarire gli procuravano violenti dolori. Cook gli disse un giorno: “Per lei sono finite le traversate a piedi sulla neve. Senza dita e con i piedi in quelle condizioni dovrà scordarsi racchette e sci”.
Infatti la perdita delle dita dei piedi gli avrebbe impedito di camminare accanto alla slitta trainata dai cani. Avrebbe dovuto essere trasportato e ciò significava togliere spazio per l'attrezzatura e le provviste. Inoltre a quelle latitudini e per via della dieta basata su cibi in scatola gli avrebbe fatto peggiorare l'anemia. Gli spiegò che gli inuit non si ammalavano mai di scorbuto perché si nutrivano spesso di fegato e carne cruda, e gli raccontò come aveva curato i compagni della spedizione antartica a base di carne cruda di foca. Peary però non ne volle sapere di seguire i consigli del dottore dicendogli che erano tutte sciocchezze. I consigli di Cook circa la dieta ricca di fegato precedettero di 35 anni un articolo pubblicato su una rivista medica in cui venivano descritti i successi ottenuti con l'uso del fegato per la cura dell'anemia perniciosa. Il 24 agosto 1899, a bordo della Windward, Josephine e la figlia di sei anni salparono per ritornare a casa. Naturalmente senza Peary. Qualche giorno dopo la Erik salpò a sua volta, portando Peary e la sua squadra oltre lo stretto di Smith, una sessantina di chilometri più a nord e, dopo che furono scesi, la nave con a bordo Cook invertì la rotta dirigendosi a sud.

## La scalata del monte McKinley

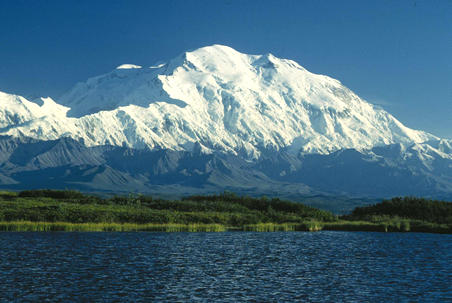
Il Monte McKinley, Alaska.

Anche se Cook si assentava per molti mesi, quando tornava e riapriva lo studio medico, molti pazienti ritornavano a farsi visitare e ne arrivavano anche di nuovi, probabilmente attratti dalla sua fama. Aveva trentasei anni quando si innamorò di una bella ragazza bruna di ventiquattro anni, Marie Fidele Hunt, appena rimasta vedova del marito, un omeopata del New Jersey di nome Willis Hunt, con una figlia, Ruth, di quattro anni. Si conobbero nel corso di una serata mondana e Marie restò “ipnotizzata” dal medico esploratore. Marie e Frederick si sposarono il 10 giugno 1902, nel giorno del trentasettesimo compleanno di lui, in una chiesa di New York e andarono a vivere in una grande casa di fronte a quella dove il medico aveva vissuto per molti anni e adottò la figlia di lei. Migliorò il suo ambulatorio acquistando nuovi macchinari compresa una delle prime macchine a raggi X e comprò anche una delle prime automobili, una Franklin a quattro cilindri, utilizzandola al posto della carrozza dei cavalli.

### Il primo tentativo

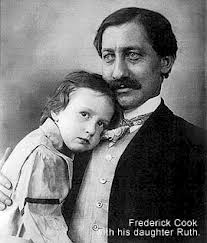
Frederick Cook con Ruth, la figlia di Marie.

Nel 1900 si recò in Belgio per ricevere dalle mani del re Leopoldo I l'onorificenza per essersi distinto durante la spedizione in Antartide e fu in quell'occasione che conobbe uno dei più grandi alpinisti dell'epoca, Edward Whympert, il primo uomo a violare la vetta del Cervino, nel 1865, solo pochi giorni prima di un gruppo di italiani. Purtroppo, durante la discesa, notoriamente considerata la fase più difficile di una scalata, morirono quattro membri della squadra. Whympert cercò di suscitare l'interesse di Frederick per l’alpinismo. E ci riuscì. Quell'estate in Alaska una squadra di geologi del dipartimento statunitense, guidata da Alfred Brooks, stava esplorando una zona sconosciuta intorno al Monte McKinley, la montagna più alta del Nord America, nonché la più ripida e la più fredda, fra le montagne più alte del mondo.
Cook lesse la notizia in una rivista statunitense, il National Geographic. Il picco fu scoperto da un cercatore d'oro della zona, W.A. Dickley, nel 1896, e gli aveva dato il nome del Presidente degli Stati Uniti William McKinley. Era alto circa seimila metri, per la precisione 6.194, e ancora non era stata violato. Aveva una base che misurava circa quaranta chilometri e sorgeva in uno dei territori più impervi della Terra. Frederick non volendo stare troppo a lungo lontano dalla giovane moglie decise di dedicarsi per un po' all'alpinismo.
In un negozio di articoli sportivi di Manhattan e si fece fabbricare una tenda che lui stesso disegnò. Non necessitava di alcun paletto in quanto utilizzava i manici delle piccozze ed era di forma ottagonale. Inoltre insieme con Marie ideò un sacco a pelo particolare costituito da tre mantelli che uniti tra loro potevano essere trasformati in poncho da indossare. Erano di piuma di edredone foderati in cammello.

#### Partenza verso il Monte McKinley

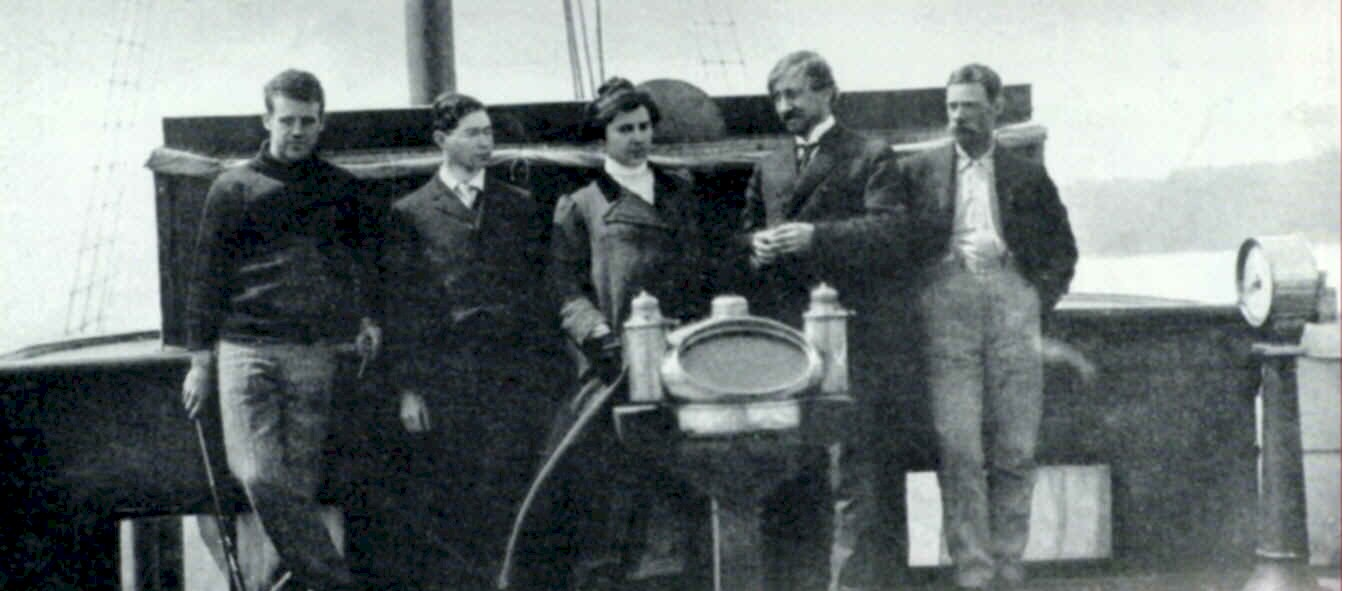
Frederick Cook (il secondo da destra) con la moglie Marie (al centro) sulla nave che li ha condotti in Alaska durante la prima spedizione sul Monte McKinley.

La squadra di esploratori che partì alla volta della montagna distante oltre 160 chilometri si procurò anche un nuovo tipo di corda in crine di cavallo invece di quelle tradizionali in seta utilizzate dagli scalatori alpini che tendeva a diventare pesante e scivolosa qualora fosse stata impregnata d'acqua. Nel maggio del 1903, dopo aver chiuso la casa di Bushwick, lasciarono la figlia Ruth presso alcuni parenti, e, insieme con Marie partirono verso Seattle con un treno della Northwestern Limited.
Giunti nella città di Seattle, nello Stato di Washington, acquistarono provviste e quindici cavalli da un indiano Yakima. Si imbarcarono su una nave diretta in Alaska, la Santa Ana che salpò la prima settimana di giugno, giungendo, dapprima a Valdez, una città divenuta importante in quanto centro di rifornimento per le miniere d'oro del Klondike e quindi attraccò a Tyonok una località situata a 160 chilometri più a nord, e sede dei magazzini dell'Alaska Commercial Company abitata da un piccolo gruppo di famiglie.
Durante il tragitto, una mattina all'alba, apparve in tutta la sua imponenza il McKinley, a una distanza di circa 400 km. Marie decise che non era il caso, vista l'impervietà del tragitto, di procedere oltre. Ritornò a Valdez a bordo della stessa nave. Si sarebbe limitata a perlustrare i dintorni della cittadina. Il 25 giugno 1903 la squadra di esploratori partì verso la montagna che distava oltre 160 chilometri. Portarono con loro anche una piccola barca. Raggiunto il fiume Skwentna lo attraversarono e decisero di separarsi: Cook insieme con Walter Miller risalì il fiume a bordo della barca mentre il resto della squadra, fra cui alcuni nativi americani reclutati a Tyonok con i cavalli, attraversarono foreste e acquitrini.
L'8 luglio 1903 si riunirono nel punto convenuto per l'incontro, ma, dopo una notte di riposo, si divisero di nuovo e avanzarono per altri 32 chilometri. Continuava a piovere da quando avevano lasciato Tyonok ed erano bagnati fradici senza contare le numerose zanzare.

#### Sorpresa: le cime del McKinley sono due

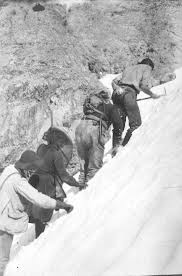
Sulle pendici del Monte McKinley.

L'11 agosto 1903, finalmente superata l'impervia foresta, riuscirono a vedere gli ultimi 1.200 metri del McKinley. Con grande stupore videro che in realtà le cime erano due, una settentrionale e una meridionale. Mai prima di allora ci si era resi conto di ciò. Dopo altri tre giorni di cammino giunsero a 24 chilometri dalla montagna. Dopo una notte trascorsa nelle tende sotto una violenta tempesta, e ritrovandosi la mattina dopo in una pozza di acqua ghiacciata, tentarono di scalare la montagna. Cook studiò diversi percorsi da affrontare per arrivare in vetta. Avevano percorso circa 800 chilometri tra foreste e corsi d'acqua per raggiungere la base del McKinley; avevano impiegato tre settimane in più sulla tabella di marcia, la temperatura era già scesa a 7 °C e ben presto sarebbe sopraggiunto l'inverno. Dopo due giorni di riposo, impiegati per riordinare l'attrezzatura, cominciarono la salita. Il primo campo fu montato a quota 2.200 metri d'altezza.
Mentre uno di loro pensò alle bestie e al grosso delle provviste, il resto della squadra raggiunse i 2.500 metri prima di essere bloccati da uno strapiombo di 600 metri. Non trovando il modo di superare quell'ostacolo, dopo molti tentativi, Cook dichiarò il fallimento del primo tentativo. Scesero lungo la parete e arrivati alla base percorsero una quarantina di chilometri verso ovest. L'accampamento fu posto a 2.700 metri; la temperatura era già scesa a -23 °C. Il 29 agosto 1903 diedero di nuovo l'assalto alla cima. L'obiettivo era di riuscire a salire in cinque giorni e scendere in tre giorni. Abbandonarono ciò non fosse strettamente necessario, portando cibo per una decina di giorni. Mentre salivano scavavano a turno dei gradini nella neve e alla sera cercavano di trovare uno spiazzo abbastanza ampio per montare la tenda o lo creavano, spianando la neve con la piccozza. Arrivarono a 3.300 metri d'altezza e avevano impiegato il doppio del tempo preventivato.
Nei giorni successivi non riuscendo a trovare una via accessibile alla vetta, visto che ormai la bella stagione era finita e le temperature si erano ulteriormente abbassate, Cook insieme con i compagni decise che era tempo di scendere abbandonando l'idea di scalare il McKinley. Almeno per quell'anno. Erano comunque stati i primi a riuscire nell'impresa di percorrere l'intero perimetro della montagna. Avevano percorso 1.120 chilometri in tre mesi e navigato per 480 chilometri su barche e zattere. Cook tornato a casa scrisse “Il McKinley rappresenta una sfida unica per gli alpinisti, ma la sua conquista sarà un'impresa ardua”.

### Il secondo tentativo
Due mesi dopo il ritorno a casa Cook due settimane prima del Giorno del ringraziamento, nel 1906, tenne una conferenza stampa davanti a un pubblico entusiasta e competente. Annunciò che avrebbe tentato nuovamente di conquistare la cima della montagna più alta del Nord America. Il gruppo si riunì ancora a Seattle. Questa volta Marie restò a casa dato che aveva dato alla luce, solo un anno prima, una bambina, Helen. Raggiunsero Susitna Station e il 1º agosto 1906 incontrarono un gruppo di cercatori d'oro che avevano appena avuto un problema con la loro imbarcazione. 

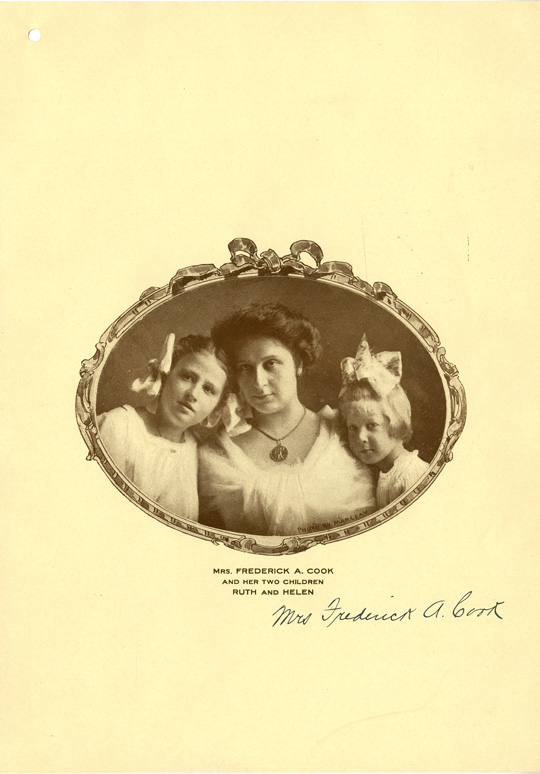
Una foto della moglie Marie con le figlie Ruth e Helen.

Cook curò i feriti, tra i quali uno era in fin di vita, a causa di un affogamento, dopo di che con Barril, un uomo di un metro e ottanta d'altezza, partì per scalare il McKinley. Dapprima risalirono il fiume con l'imbarcazione. Poi la abbandonarono e, con sulle spalle uno zaino di ventidue chili contenente materiale e viveri per due settimane, proseguirono a piedi. Passarono i 3.600 metri e proseguirono a 4.200 dove cercarono un luogo per passarvi la notte. Non trovandolo, con le piccozze scavarono un gradino su un pendio inclinato e si sistemarono seduti uno accanto all'altro rimanendo svegli tutta notte per paura di scivolare. Il giorno dopo arrivarono ai 5.400 metri dove trascorsero la notte più fredda, con la temperatura scesa a -28 °C, con un vento fortissimo.

#### La conquista della vetta
La mattina dopo era il 16 settembre 1906, semi-congelati si rimisero in marcia e finalmente raggiunsero la vetta verso mezzogiorno. Rimasero in cima una ventina di minuti e dopo aver lasciato nascosto contro un masso un tubo contenente un biglietto, presero la via del ritorno. Ritornato a Seattle si svolse la prima conferenza pubblica davanti a una vasta platea dove Cook fu accolto come un eroe. Il 15 dicembre 1906 a una cena organizzata a Washington dalla National Geographic Society Cook e Peary si ritrovarono seduti al tavolo d'onore. Fra gli invitati, circa quattrocento persone, vi erano ministri, ambasciatori, capi militari e industriali. A presiedere la serata c'era anche l'inventore Alexander Graham Bell, colui che brevettò il telefono inventato da Antonio Meucci, cofondatore della Bell Telephone Company. A un certo punto si aprì la porta del salone e apparve il presidente degli Stati Uniti Theodore Roosevelt che raggiunse il proprio posto al tavolo d'onore. Dopo un breve discorso di ringraziamento nei confronti di Peary per il suo contributo all'esplorazione della regione artica e per il nuovo record di latitudine pari a 87° 6' gli consegnò una medaglia d'oro denominata “The Hubbard Medal” in onore del defunto fondatore della società. Anche a Cook vennero conferite delle onorificenze per l'impresa della scalata al McKinley. Ritornato a New York, oltre a riaprire l'ambulatorio, scrisse e inviò l'articolo promesso all'Harper's Monthly che pubblicò nel maggio del 1907 intitolato “The Conquest of Mount McKinley” ricco di fotografie e disegni. Nell'ultima immagine un uomo in cima a una vetta faceva sventolare la bandiera americana. Inoltre incominciò a scrivere un librò delle sue spedizioni in Alaska.

## Alla scoperta del Polo Nord

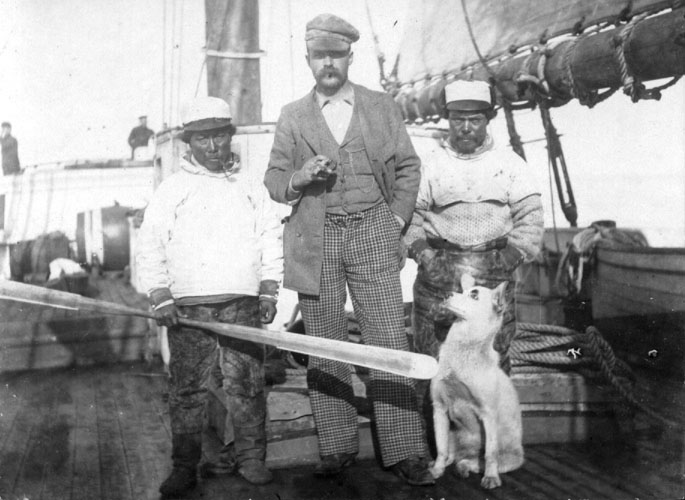
John R. Bradley (al centro) nel 1907 sulla nave che lo porterà insieme con Cook in Groenlandia.

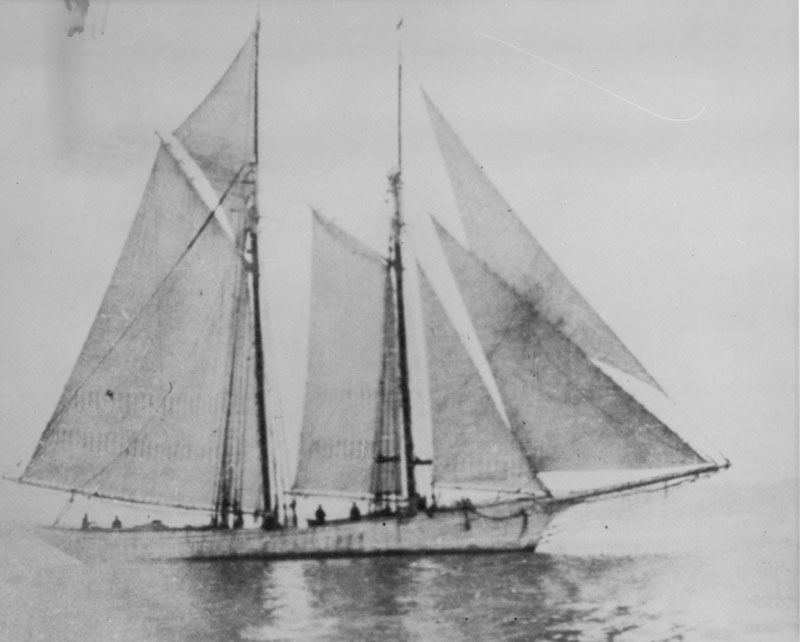
La nave John R. Bradley, dal nome del finanziatore della spedizione al Polo.

Nel marzo del 1907 vi fu un evento che avrebbe cambiato il corso della vita di Cook. John R. Bradley, proprietario di una delle case da gioco più esclusive della Terra, il Beach Club di Palm Beach, che amava andare a caccia di animali selvatici fece un'offerta a Frederick. Gli propose di finanziare un nuovo viaggio guidato da Cook stesso nelle regioni artiche in modo che potesse dare la caccia a orsi polari e trichechi. L'offerta fu immediatamente accettata.
Cook partì per Gloucester, un porto commerciale nel Massachusetts, alla ricerca di una nave adatta allo scopo. Riuscì a trovare una goletta di 110 tonnellate, con lo scafo in legno, a cui fece apportare delle modifiche per renderlo adatto a navigare nel mare ghiacciato. Cook e Bradley, un mese prima della partenza, pranzarono insieme all'Holland House di Manhattan, entrambi eccitati per la spedizione; il dottore colse l'occasione per annunciargli che avrebbe tentato di raggiungere il Polo nord. Anche Peary annunciò che sarebbe partito nel luglio del 1907 per l'ultimo tentativo di quella che ormai era la sua ragione di vita, quella per cui lui credeva di essere il predestinato.
Cook riuscì a equipaggiare la nave in quattro mesi e a organizzare la spedizione in un solo mese. Decise che per riuscire nell'impresa avrebbe avuto bisogno di una squadra ridotta, poche slitte e qualche inuit, in quanto più persone presenti e più provviste da trasportare avrebbero aumentato di molto il peso sulle slitte. Altresì pensò, dopo aver letto il libro dell'esploratore norvegese Otto Sverdrup, New Land, di variare il tragitto del viaggio attraverso l'isola di Ellesmere, dove quest'ultimo aveva descritto di aver visto molta selvaggina, che avrebbe permesso di incrementare le scorte alimentari.

### La partenza

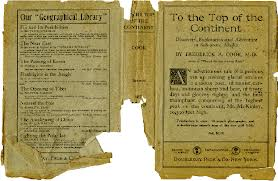
To The Top of the Continent il libro scritto da Cook in occasione della scalata del McKinley.

Partì verso la Nuova Scozia insieme con Marie e le bimbe e trascorse l'estate sull'isola di Capo Breton, a Baddeck. Prima di partire però fece pervenire alla casa editrice il manoscritto del suo libro dal titolo: To The Top of the Continent. La John R. Bradley salpò dal porto di Gloucester il 3 luglio 1907 incominciando il viaggio verso il Grande Nord. Per tutti la nave avrebbe portato il ricco proprietario nelle lande desolate della Groenlandia settentrionale per dilettarsi alla caccia. Giunse dapprima a Etah dove Bradley scese per le sue escursioni venatorie, quindi ripartì verso il Nord, facendo tappa nel piccolo villaggio di Annoatok dove vivevano pochi inuit con le loro famiglie, i loro cani e alcuni uomini dediti alla caccia invernale all'orso.
Si sparse la notizia che Cook intendesse raggiungere il Polo Nord, e ciò venne accolto con esultanza da parte dell'equipaggio. Tutti si offrirono per accompagnarlo, ma il dottore scelse Rudolph Franke, un tedesco buono e forte di ventinove anni. Una volta scaricati i viveri e l'attrezzatura la Bradley fece ritorno in America. Tre mesi dopo John Bradley, di ritorno dal viaggio, spedì una lettera di Cook scritta a Etah, nella Groenlandia settentrionale, a Herbert Bridgman, segretario del Peary Artic Club in cui vi era scritto: “Ho trovato una nuova strada per il Polo Nord, e mi tratterrò per fare un tentativo. Il tragitto, che mi sembra molto promettente, passa dalla baia di Buchanan e dall'isola di Ellesmere, e prosegue verso nord attraverso lo stretto di Nansen e il Mar Glaciale Artico. Avremo selvaggina approssimativamente fino a una latitudine di 82°, e potremo contare sull'appoggio dei nativi, e dei cani da slitta. Ci siamo, finalmente... Cordiali saluti. Frederick Cook”.

### I preparativi per la traversata della banchisa
La prima cosa che Cook e Franke fecero fu quello di costruire una casa prefabbricata da destinare ad alloggio, magazzino e officina. Nei giorni seguenti cominciarono a costruire le slitte che misuravano 3,6 metri di lunghezza e 0,75 di larghezza e pesavano solo 25 chili. Le slitte di Peary erano più grandi e pesavano due volte quelle di Cook. Quest'ultimo era convinto che pesando di meno potevano trasportare più cibo, per consentire il raggiungimento del Polo. I pattini vennero rinforzati con delle liste di ferro. Le slitte furono progettate e fabbricate dal padre, Theodore Cook, un abile costruttore di slitte, erano flessibili ma resistenti, per cui si piegavano ma non si rompevano; le giunture erano rinforzate e rese elastiche essendo avvolte con cinghie di pelle di foca.
Inoltre seguì il consiglio di Nansen, il quale diceva di essersi salvato perché aveva a disposizione un kayak inuit. La scelta cadde su una barca smontabile lunga tre metri e mezzo, che una volta smontata, veniva posta sul fondo della slitta, rinforzandola, mentre la tela sarebbe stata usata come tappeto. Verso la fine di gennaio 1908, Cook fece partire una squadra di inuit, con a capo Franke, che attraversò lo Stretto di Smith per organizzare sull'isola di Ellesmere un deposito di provviste. Al loro ritorno riferirono che le condizioni del ghiaccio erano favorevoli per il viaggio. All'inizio di febbraio un'altra squadra di ricognizione composta da otto slitte partì verso la baia di Flagler sita più a nord, per portare altre provviste e per andare a caccia di selvaggina.

### L'attacco finale
Il 19 febbraio 1908 riapparve il sole, per cui cominciarono a preparare le slitte caricandole di attrezzatura e provviste e partirono; erano le undici della mattina. Cook, Franke e nove inuit. Questi ultimi non credevano che la terra fosse rotonda. Da qualche parte un grosso chiodo di ferro, che consideravano più prezioso dell'oro, si era conficcato nel ghiaccio. Per loro il Polo Nord era il “Grande Chiodo” ma conoscevano bene i pericoli di un lungo viaggio attraverso i ghiacci dell'Artico. 

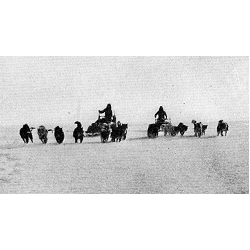
Via! Verso la meta: il Polo Nord.

Attraversarono lo stretto di Smith andando in direzione nord-ovest con una temperatura scesa sino a -38 °C. Verso sera si fermarono e, per passare la notte, costruirono un iglù. Dopo qualche giorno arrivarono a Capo Sabine sull'Isola di Ellesmere, per poi dirigersi lungo la costa orientale dell'isola, giungendo nei pressi della baia di Flagher, dove incontrarono la squadra di ricognizione che ritornò ad Annoatok. Cook decise di rispedire Franke al deposito che aveva allestito durante la prima ricognizione; qui avrebbe atteso quattro mesi, sino al 5 giugno 1908, e se Cook non fosse tornato, sarebbe dovuto ritornare in Groenlandia e imbarcarsi sulla prima nave diretta in America.

#### Una buona caccia

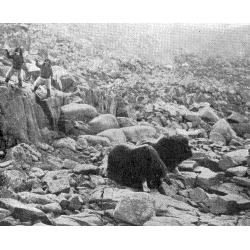
Buoi muschiati a capo Sparbo. La loro uccisione fu indispensabile per il successo finale.

Cook si diresse verso il centro dell'isola di Ellesmere dove Sverdrup diceva pascolasse molta selvaggina. Era indispensabile per il prosieguo della spedizione che fossero trovati i buoi muschiati. E in effetti vennero avvistati e uccisi diversi capi. Una volta attraversata l'isola di Ellesmere e giunti nell'isola di Axel Heiberg furono uccisi altri venti esemplari di buoi muschiati. Ormai avevano scorte a sufficienza per il resto del viaggio. Giunti a Capo Svartevoeg, sulla punta settentrionale dell'isola di Axel Heiberg, avvistarono una scogliera scura che si stagliava nelle acque ghiacciate; erano a 82° di latitudine nord, e avevano raggiunto l'ultimo lembo di terra: da lì in poi avrebbero incominciato il viaggio verso il Polo Nord. 

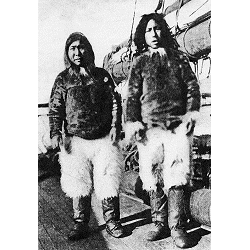
Etukishook e Ahwelah, i due eschimesi che hanno accompagnato Frederick Cook al Polo Nord.

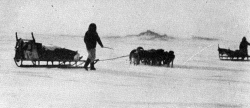
Cook e i due eschimesi verso il Polo Nord.

Cook a questo punto decise di ridurre al minimo il numero dei compagni che l'avrebbero accompagnato, in quanto portare più uomini avrebbe comportato portare più provviste e quindi avere più peso sulle slitte. Scelse Etukishook e Ahwelah, entrambi ventenni, che aveva avuto modo di conoscere durante la prima parte del viaggio. Portarono due slitte con la barca trainate da 26 cani fra i più forti e avrebbero portato cibo sufficienti per ottanta giorni.

#### La strumentazione necessaria per la conquista del Polo Nord
La strumentazione che Cook si portò era composta da: un sestante, una bussola in alluminio con ecclimetro, un orizzonte artificiale in vetro con telaio in metallo, un barometro aneroide in alluminio, un termometro a bolle d'aria per la registrazione delle temperature, tre cronometri tascabili, un orologio, un pedometro e altri strumenti per tracciare le mappe nonché una macchina fotografica con rotoli di pellicola.
Da quando avevano lasciato Annoatok, Cook e compagni avevano percorso 320 chilometri e al Polo Nord ne mancavano altri 963 chilometri. La mattina del 18 marzo 1908, dopo aver salutato il resto della squadra, partì con i due inuit. Qualche giorno dopo la partenza furono bloccati da un canale largo diversi chilometri. Decisero di aspettare un paio di giorni per vedere se si sarebbe richiuso, e ciò avvenne tre giorni dopo, prima che venisse montata la barca. Proseguirono per altri tre giorni e Cook fece la prima rilevazione: 83° 31' N. Venticinque giorni dopo, percorsi 576 chilometri dalla terraferma, con una media di 24 chilometri al giorno, avevano consumato meno della metà delle provviste. Man mano che il peso delle slitte diminuiva veniva ridotto anche il numero dei cani deputati al loro traino. Quelli più deboli venivano sacrificati e dati in pasto ai rimanenti. Il 13 aprile Etukishook e Ahwelah si rifiutarono improvvisamente di proseguire e ci volle tutta l'opera di convincimento di Cook per farli desistere dal tornare indietro. Al Polo Nord mancavano solo 183 chilometri. 

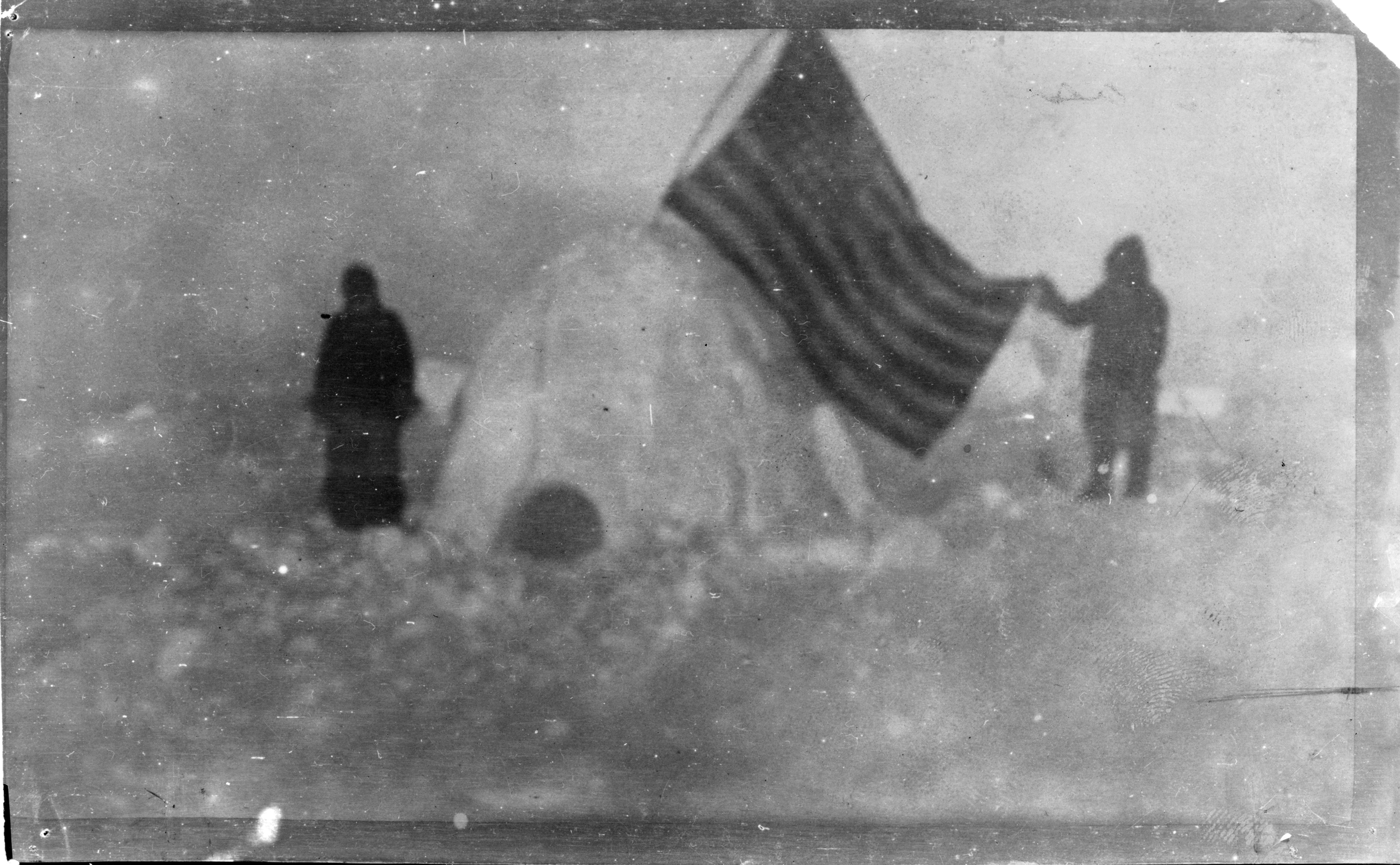
La bandiera americana sventola al Polo Nord il 21 aprile 1908. Ai lati dell'iglù si intravedono i due eschimesi Etukishok e Ahwelah. La foto è stata scattata da Cook stesso.

### Finalmente il Polo Nord!
Il 21 aprile 1908 fece un altro rilevamento della loro posizione: si trovavano in assoluto nel punto più vicino al Polo. Erano riusciti nell'impresa di arrivare al “Grande Chiodo”. Rimasero in loco due giorni durante i quali Cook fece diverse misurazioni per confermare la latitudine. Prima di riprendere la via di casa mise un biglietto in un tubo di ottone e lo nascose in una fessura del ghiaccio. Durante il ritorno trovarono spesso il ghiaccio frantumato in grossi blocchi e senza la barca smontabile sarebbero rimasti bloccati diverse volte.

### Uno spostamento inaspettato
Quando il 13 giugno 1908, Cook riuscì a leggere il sestante e a determinare la posizione si stupì di notare che lo spostamento della calotta glaciale non li aveva spinti a sud-est come pensava, ma in direzione opposta verso sud-ovest. Si trovavano a circa 80 chilometri dalla costa occidentale dell'isola di Axel Heiberg, quindi molto più a sud e molto più a ovest di capo Svartevoeg che era la loro destinazione, dove avevano approntato il nascondiglio delle provviste. Lo spostamento del pack in direzione opposta era allora sconosciuto e inaspettato.
Ciò comportava il rischio di morire di fame. Il giorno successivo, dopo 86 giorni sulla banchisa polare arrivano a un'isoletta all'entrata dello stretto di Hassel, vicino alla costa nord occidentale dell'isola di Amund Ringnes. Rappresentava la terraferma. Le provviste erano quasi terminate e gli ultimi cani vennero lasciati andare piuttosto che ucciderli. Procedettero verso sud a piedi o in barca sperando di incontrare un insediamento inuit. A settembre del 1908 raggiunsero Capo Sparbo sulla costa settentrionale dell'Isola di Devon, e, con l'arrivo dell'inverno cercarono un rifugio idoneo per trascorrere la notte artica. Trovarono una vecchia grotta di ghiaccio e si adattarono al meglio vivendo in quel posto desolato da novembre 1908 al febbraio 1909. Nel mese di ottobre 1908 andarono a caccia usando armi improvvisate, costruite con ossa legno e metallo. Per abbattere i buoi muschiati utilizzarono anche corde e lance. Riuscirono a procurarsi selvaggina in abbondanza che ammucchiarono nella caverna. Quando le condizioni del ghiaccio lo permisero ripartirono per Annoatok dove, con un'estenuante marcia, arrivarono due mesi dopo, nell'aprile del 1909.

### L'odissea di Franke e il furto dei beni di Cook

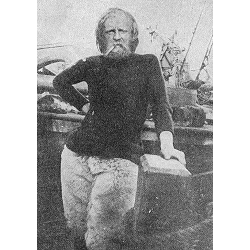
Rudolph Franke.

Ritrovò il suo amico Harry Whitney, da cui venne a sapere delle disavventure e del pessimo stato di salute di Rudolph Franke e del suo ritorno in America con la nave che aveva trasportato Peary circa otto mesi prima. Inoltre venne a sapere che l'ingegnere gli aveva sottratto tutti i suoi beni, comprese le preziose pelli di volpe blu, le zanne dei trichechi e le pellicce. Infatti durante l'assenza di Peary, Rudolph Franke, che aveva aspettato inutilmente Cook sino al 5 giugno 1909, comparve a bordo della Roosevelt in pietose condizioni, sudicio, con i capelli e la barba lunghi, derubato, e chiedendo qualcosa da mangiare. Un cameriere rifiutò di dargli anche solo del caffè e un pezzo di pane, rispedendolo a terra in malo modo. Il capitano della nave Bartlett il giorno dopo lo venne a sapere e scese dalla nave andando a cercarlo per riportarlo a bordo. Si scusò con lui e lo rifocillò.
Franke venne a sapere che la nave era in partenza per ritornare a casa e supplicò il comandante di dargli un passaggio ma questi disse che soltanto Peary poteva dargli il permesso. Quando questi tornò a bordo della nave il tedesco gli chiese implorandolo di farlo ritornare in America sulla sua nave dicendogli che aveva l'autorizzazione di Cook. Quando l'ingegnere sentì pronunciare quel nome si infuriò e si fece raccontare ogni particolare del viaggio del dottor Cook. Franke gli diede la lettera delle istruzioni di Frederick con la quale lo aveva autorizzato a custodire la casa di Cook e tutti i suoi averi. Peary lo autorizzava a salpare a bordo della nave a una condizione: doveva consegnargli tutta la collezione di pellicce, pelli, avorio e le provviste accumulate ad Annoatok. Franke però, una volta tornato a New York, raccontò a un dirigente dell'Artic Club of America di essere stato costretto a cedere tutti i beni di Cook.
La moglie di questi, Marie, inviò un assegno di cinquanta dollari al Peary Artic Club quale costo del biglietto per il ritorno sulla Roosevelt. Il suddetto Club a sua volta inviò la richiesta di risarcimento di cento dollari a John Bradley per le spese sostenute per riportare a casa Franke. Cook si preparò a raggiungere la località danese di Upernarvik più a sud; aveva intenzione di percorrere in slitta, accompagnato da due eschimesi, altri 1.120 chilometri. Da lì si sarebbe imbarcato su una nave diretta in Danimarca. Il giorno della partenza, la terza settimana di aprile 1909, purtroppo uno dei due inuit prescelti si ammalò, per cui avrebbe affrontato il viaggio con una sola slitta. Whitney gli suggerì di lasciare a Upernavik tutto ciò che non fosse stato estremamente necessario. Avrebbe pensato lui a riportargli a casa il resto dei suoi averi ad ottobre quando sarebbe arrivato a New York.
Cook accettò a malincuore il consiglio, riponendo in una scatola tutti i suoi strumenti e parte alcuni documenti originali relativi all'impresa appena compiuta. Lasciò anche la bandiera americana che aveva sventolato al Polo. In tutto lasciò tre scatole. Sapeva che gli strumenti, in modo particolare il sestante, e il resto dei documenti originali sarebbero stati importanti per il futuro controllo dei calcoli e sarebbero stati una prova a suo favore circa la conquista del Polo Nord. La casa di Annoatok l'avrebbe lasciata ai due fedeli inuit che l'avevano accompagnato nel lungo viaggio. Raggiunse Upernavik il 21 maggio 1909 e la prima nave in partenza per l'Europa arrivò in agosto. L'Hans Egede, del governo danese, aveva a bordo politici e scienziati giunti in Groenlandia in visita ufficiale. La nave era ormeggiata nella baia di Disko, a Egedesminde, circa 500 chilometri a sud, e Cook vi sarebbe arrivato su un peschereccio. Frederick decise di rivelare alle personalità danesi l'impresa da lui portata a termine. Venne organizzata in suo onore una cena nell'unico hotel di tutta la Groenlandia, la King's Guest House, la sera prima della partenza.

### Verso l'Europa

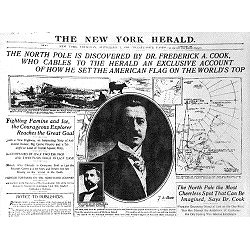
La notizia apparsa sulla prima pagina del The New York Herald sulla scoperta del Polo Nord da parte di Frederick Cook.

L'Hans Egede partì alla volta della Danimarca il 9 agosto 1909 e la traversata sarebbe durata tre settimane. Durante il tragitto passò molto tempo in cabina a scrivere il racconto dell'impresa, già incominciato a Upernavik, da inviare al quotidiano statunitense perché fosse pubblicato, dietro compenso. Il 1º settembre 1909 la nave fece tappa a Lerwick nelle isole Shetland e da qui inviò un telegramma a Marie a Brooklyn, uno alla mamma di Harry Whitney rassicurandola sulle condizioni del figlio, e uno al New York Herald in cui scrisse: “Raggiunto Polo Nord 21 aprile 1908. Scoperta terra Estremo Nord. Affidato cablogramma esclusivo di 2.000 parole per voi al console danese a Lerwick. In cambio chiedo $ 3.000. Imbarcato su Hans Egede per Copenaghen. Frederick A. Cook”. Venne inviato un telegramma anche da parte di Jens Daugaard-Jensen, l'ufficiale di più alta carica per la Groenlandia indirizzato a Copenaghen al ministro americano in Danimarca, Maurice Francis Egan in cui si diceva che Cook aveva raggiunto il Polo Nord e la cosa era stata confermata dagli inuit di Capo York.

#### In Danimarca da eroe

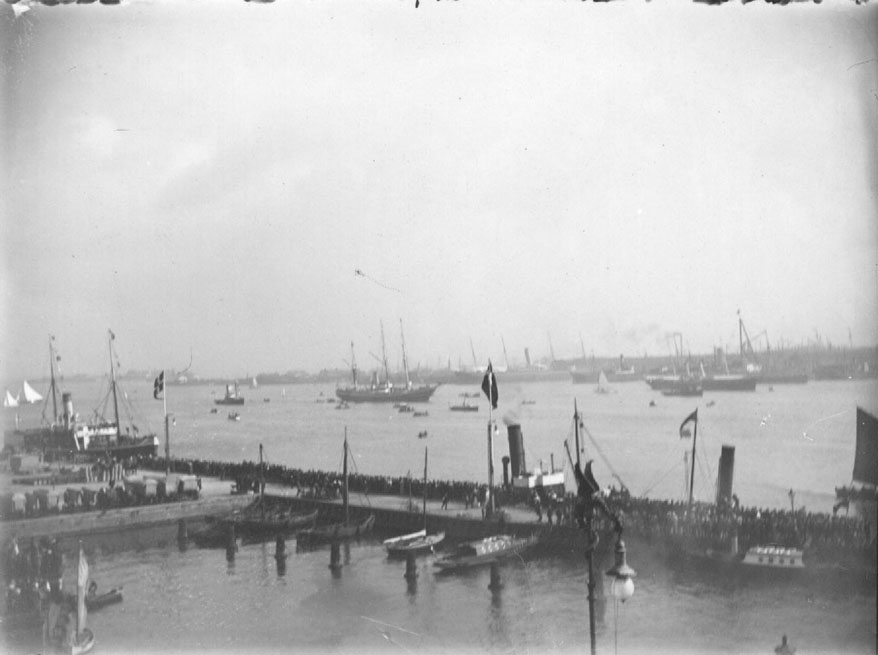
Cook imbarcato sull'Hans Egede sta entrando nel porto di Copenaghen.

La mattina del 4 settembre 1909 l'Hans Egede entrava nel porto di Copenaghen tra ali di altre imbarcazioni e con numerose personalità e persone assiepate sui moli festanti sventolando le bandiere. Ad attendere Cook vi era un telegramma di Marie da New York che diceva: “Grazie a Dio tutto a posto. Marie”; salì sulla nave un comitato di ricevimento composto dall'erede al trono, il principe Cristiano, il fratello di re Federico VIII, il principe Waldemar, il ministro statunitense Egan e altre personalità. Arrivò anche un barbiere, una manicure e un sarto con degli abiti eleganti da far indossare al dottore.
Una volta sistemato di tutto punto, Cook venne prelevato con una carrozza da una delegazione americana, e portato al palazzo reale dove fu ricevuto dal re Federico VIII. Tutti i presenti si congratularono con Cook e gli fecero molte domande a cui rispose sempre con molta cortesia ed entusiasmo. Dopo la visita andò in albergo dove lo attendevano una cinquantina di giornalisti inviati dalle maggiori testate mondiali, radunati nella sala dei banchetti. La prima cosa che Cook disse al cospetto dei giornalisti tutti ordinati con i taccuini in mano fu: “Sono arrivato nel punto in cui non esiste latitudine”.
Gli fu chiesto se poteva confermare le sue affermazioni con le registrazioni autentiche e se fosse abbastanza competente da eseguire le dovute osservazioni e misurazioni. A questo punto mostrò il sestante, un cronometro e il barometro che aveva con sé mostrando che era in grado di utilizzarli al meglio. Disse anche che sfortunatamente non aveva con sé né il resto degli strumenti né un resoconto accurato del viaggio. Cook rispose a tutte le domande che incalzavano con modestia ma anche con sicurezza e franchezza, conquistando tutto il pubblico presente. Il rappresentante del Times di Londra scrisse: “Non ho alcun dubbio riguardo alla sua buona fede. La sincerità con cui ha risposto anche alle domande più imbarazzanti ha profondamente impressionato tutti i presenti”.

#### La cena con la famiglia reale di Danimarca

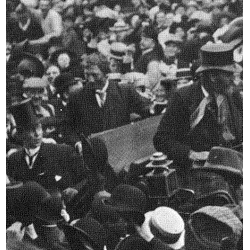
Cook acclamato come un eroe dalla folla al suo arrivo a Copenaghen.

Quella sera Cook cenò con la famiglia reale al palazzo d'estate di re Federico VIII rispondendo nuovamente a tutte le domande che i commensali, soprattutto quelli più giovani, gli facevano. Quando alle ventidue tornò in albergo sfinito ad attenderlo trovò due dirigenti della Società Geografica danese, il comandante della marina reale Hovgaard e dal professore Olafsen, segretario della suddetta società, e per diverse ore rispose anche alle loro domande. 

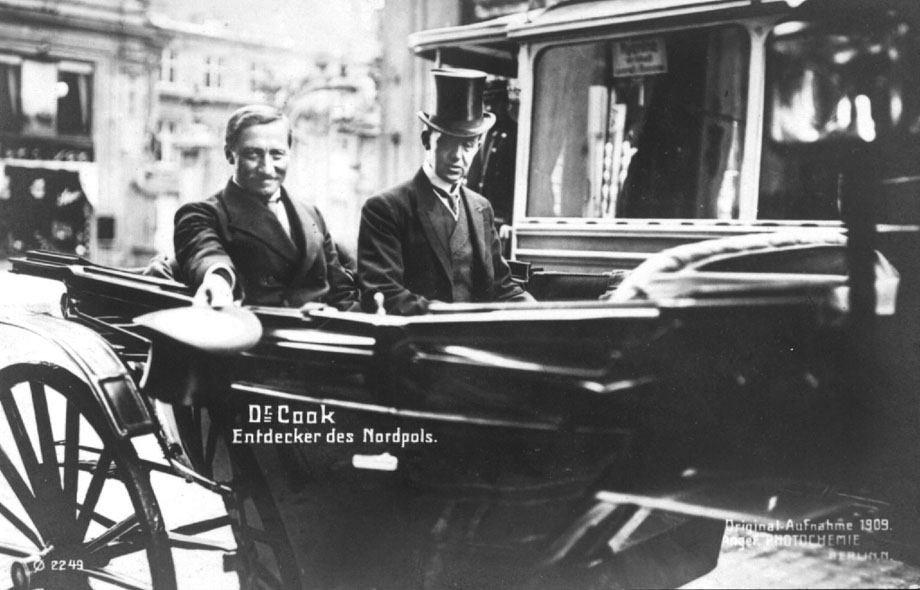
Frederick Cook in carrozza verso il palazzo reale.

La società conferì a Cook, il conquistatore del Polo Nord, la prestigiosa medaglia d'oro al Palace Concert Hall, alla presenza dei coniugi reali, della famiglia reale tutta e di altre personalità di Copenaghen. Il giorno dopo, mentre una delegazione dell'Università di Copenaghen era incaricata di stabilire se fosse meritevole di una laurea ad honorem Cook venne nuovamente esaminato circa la navigazione astronomica e dovette risolvere numerosi quesiti matematici rispondendo con competenza a tutte le domande non dando segno di nervosismo o eccitazione dimostrando che non vi era il minimo dubbio che fosse veramente lo scopritore del Polo Nord.
Però non vedeva l'ora di tornare a casa dai suoi cari e fu felicissimo quando ebbe l'opportunità di imbarcarsi sull'Oscar II, una nave a vapore della Scandinavian-American Line in partenza per New York. Il viaggio sarebbe durato dieci giorni. Quando durante la cerimonia finale ricevette la laurea ad honorem in filosofia dall'Università di Copenaghen, una delle più antiche d'Europa, fu talmente contento e fiero del gesto che dichiarò di voler sottoporre al comitato della Facoltà il resoconto originale del viaggio e gli strumenti impiegati non appena ne fosse rientrato in possesso. Il 6 settembre 1909 tutti i giornali del mondo avevano dato notizia dell'impresa di Cook.

### L'annuncio di Peary

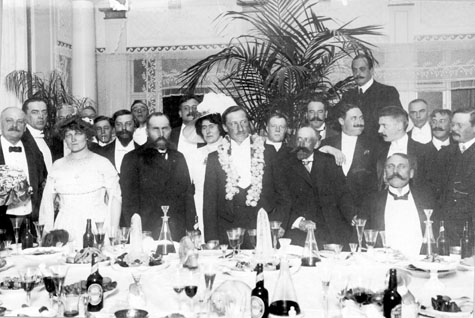
Cook ospite d'onore al pranzo della Royal Geographic Society all'hotel Phoenix di Copenaghen.

La sera prima della partenza in albergo era atteso da diversi giornalisti di testate straniere, e durante la cena entrò un fattorino che portò una busta che venne aperta da un editore danese presente in sala che dopo aver chiesto silenzio ai presenti disse: “In un telegramma inviato all'Associated Press da Indian Harbor, nel Labrador, datato 6 settembre 1909, si legge: “Bandiera a stelle e strisce piantata al Polo Nord. Peary”. Cook dall'alto della sua signorilità disse che era motivo d'orgoglio sapere che un suo connazionale avesse raggiunto il Polo: “C'è abbastanza gloria per ciascuno di noi”.
Quella sera stessa inviò un telegramma al New York Herald che diceva: “Vi prego di voler porgere al signor Peary le mie più sincere congratulazioni per il successo ottenuto. Questa è senza dubbio una vittoria tutta americana. Sono lieto che ci sia riuscito: due record sono meglio di uno…”. Dopo che l'Herald spedì il messaggio in Labrador, Peary inviò all'Associated Press a sua volta tale messaggio: “Consiglio di non prendere troppo sul serio il racconto di Cook. I due inuit, che erano con lui, affermano di non aver percorso lunghe distanze verso nord, e di non aver mai perso di vista la terra. Altri membri della tribù avvalorano tale dichiarazione”. Nei suoi racconti Peary fece credere di aver sempre camminato a fianco delle slitte fino al Polo e per tutto il viaggio di ritorno. Il fedele Hanson però disse che a causa delle menomazioni ai piedi compì la maggior parte del viaggio sdraiato sulla slitta come pure durante il ritorno. Disse: “Era un peso non indifferente per i cani. Noi tutti sapevamo che poteva percorrere solo brevi distanze camminando sulla superficie irregolare del ghiaccio... Era costretto a viaggiare in slitta”.

### Il ritorno in America
L'Oscar II arrivò a New York attorno alla mezzanotte del 21 settembre 1909. Salirono a bordo alcuni giornalisti e Cook si intrattenne a parlare con loro venendo a sapere dai quotidiani newyorkesi che gli mostrarono delle pesanti accuse mosse da Peary nei suoi confronti. Alla richiesta di un parere il dottore disse che avrebbe esaminato meglio gli articoli e avrebbe risposto successivamente. 

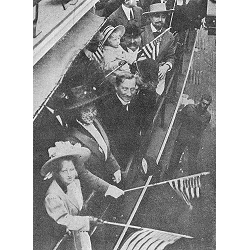
Cook insieme con la moglie Marie di ritorno in America.

Il mattino dopo lasciò la nave e molti passeggeri, ufficiali e marinai vollero farsi fotografare accanto a lui e Cook acconsentì pazientemente. Sul rimorchiatore che lo avrebbe portato a terra c'era Marie con le figlie. Ci fu un lungo abbraccio con la moglie che baciò calorosamente e un abbraccio anche con Ruth e Helen. Si recarono sulla Grand Republic dove vi era un comitato d'accoglienza di cui faceva parte anche John Bradley. Per ultimo si recarono a Brooklyn fra ali di folla festante ed entusiasta con un grande sventolio di bandiere americane e fazzoletti bianchi.
In un attimo di calma Marie riuscì ad accennargli che avevano perso tutto, anche la casa di Bushwick Avenue era finita in mano alle banche e non vi era alcuna possibilità di ritornane in possesso. Lei e le figlie avevano chiesto aiuto economico e ospitalità a vari amici che vivevano a Brooklyn e nel Maine. I presenti fecero numerose domande a Cook, alcune pertinenti altre meno; ci fu chi, per ignoranza o per metterlo in difficoltà, gli chiese se le sue osservazioni e misurazioni astronomiche fossero state fatte con l'aiuto della stella polare. Il dottore, sorridendo, replicò che nell'Artico, durante il periodo estivo era presente il sole ventiquattro ore su ventiquattro per cui era impossibile osservare la stella polare; le misurazioni furono eseguite misurando l'altezza del sole nel cielo. Altri gli chiesero di mostrare il suo diario di viaggio e lui estrasse un piccolo quaderno di circa centosettanta pagine, tutte scritte a matita con una grafia piccola, in modo molto fitto.
Quella sera ci fu un galà organizzato dall'Artic Club of America al Waldorf-Astoria. Partecipavano uomini, tutti in smoking, che a loro volta avevano esplorato i territori artici o avevano finanziato spedizioni e Cook per l'ennesima volta raccontò loro in che modo fosse riuscito a raggiungere il Polo Nord. Qualche giorno dopo Cook ricevette un telegramma da parte di Whitney, spedito da Indian Harbor, nel Labrador; era la prima volta che aveva sue notizie da cinque mesi, da quando si erano salutati in Groenlandia.

## Una profonda amarezza
Il telegramma diceva “Imbarcato sulla Roosevelt. Nessun vascello arrivato per me. Peary ha proibito di caricare sua merce a bordo. Obbligato a lasciare ogni cosa in nascondiglio a Etah. Incontrato capitano Sam a North Star. Non tornato indietro. Dopo aver preso goletta a St. John's, imbarcato su nave a vapore. Spero lei stia bene. A presto. Le spiegherò ogni cosa”. Tale notizia amareggiò molto Cook; era stato abbandonato in Groenlandia settentrionale il materiale che avrebbe confermato finalmente il racconto dell'impresa artica. Gli esperti non avrebbero potuto controllare i suoi strumenti di misurazione per certificare l'accuratezza. Inoltre parte dei dati originali non era in suo possesso, probabilmente era andata perduta.
Nel frattempo la notizia che Peary fece abbandonare gli strumenti e le registrazioni di Cook si diffuse rapidamente. A tutti quelli che chiedevano a Cook per quale motivo non inviasse una nave a Etah a recuperare il materiale lui rispondeva che il motivo era essenzialmente il ghiaccio e l'oscurità invernale. Bisognava attendere l'estate successiva ma Cook sapeva benissimo che tutto sarebbe andato perduto per mano di curiosi e ladri a meno di trovare una persona fidata a cui affidare il tutto.

### La campagna denigratoria di Peary e dei suoi sostenitori
Man mano che passava il tempo gli americani si resero conto dell'infimo comportamento di Peary. In un articolo del Philadelphia Inquirer si leggeva: “Il signor Peary insiste che Cook dimostri la veridicità della sua storia ma l'impressione è che abbia fatto di tutto per impedirglielo”. Inizialmente l'opinione pubblica americana e le più importanti testate giornalistiche erano schierate quasi completamente dalla parte di Cook. L'unico grande giornale che difendeva Peary era il New York Times, che nel frattempo stava pubblicando il suo racconto della conquista del Polo. Affermava che se l'ingegnere avesse acconsentito il trasporto del materiale di Cook in America, nulla avrebbe impedito a quest'ultimo di affermare che gli strumenti erano stati manomessi e le registrazioni sottratte.
Il Peary Artic Club mise in atto una feroce campagna denigratoria nei confronti del dottore, inizialmente affermando che era improbabile la media dei chilometri fatti giornalmente da Cook, che ne riferiva ventiquattro, e che nemmeno il grande esploratore norvegese Nansen era riuscito a farne così tanti, fermandosi a ventidue chilometri. Quando però fu presentato il rapporto di Peary, che affermava che gli ultimi 556 chilometri che lo separavano dal Polo, dopo la separazione da Bartlett, erano stati compiuti a una media di trentadue-quaranta chilometri al giorno, mentre se si comprendeva anche il viaggio di ritorno la media saliva addirittura a quarantotto chilometri giornalieri, smise di commentare i dati sulla velocità ma nondimeno terminò la campagna denigratoria. Chiedevano a Cook insistentemente le prove che dimostrassero senza ombra di dubbio il suo racconto ma nel contempo Peary non ne produsse alcuna. La linea dei sostenitori dell'ingegnere era quella di screditare su tutti i fronti, sia personale sia professionale, Cook per riuscire a vantare la propria conquista.

### Il "dietrofront" di Barrill
A metà ottobre 1909 il Peary Artic Club pubblicò una deposizione scritta e firmata dal maniscalco del Montana, Edward Barrill, che nel 1906 accompagnò Cook nella scalata del Monte McKinley in cui affermava che non solo non erano riusciti a raggiungere la vetta ma si erano fermati a 2.400 metri d'altezza. Barrill, che aveva tenuto un diario della spedizione, pieno di errori grammaticali, che mostrava però a tutti orgogliosamente, ora andava dicendo che era stato Cook a dettargli le false dichiarazioni, sempre piene di errori, nonostante il dottore si fosse sempre espresso in modo perfetto, secondo l'eccellente livello culturale suo proprio.
La deposizione fu dapprima pubblicata dal New York Globe, di proprietà di Thomas Hubbard, grande amico e sostenitore di Peary, e poi da altre testate del paese. Un paio di settimane dopo Barrill fu invitato a Tacoma, Washington, nell'ufficio del procuratore J.M. Ashton, consulente legale del Peary Artic Club, per fissare il compenso che avrebbe ricevuto per firmare la deposizione in cui affermava che non erano riusciti a scalare il McKinley.
Hubbard, una volta pubblicata la deposizione di Barrill disse, rivolgendosi a Cook, che una persona che aveva mentito una volta avrebbe potuto farlo sempre. Naturalmente questo valeva anche per Barrill ma la cosa non venne neanche presa in considerazione. Non passò neanche una settimana dalla dichiarazione del maniscalco del Montana che Peary, dalla sua casa nel Maine, cominciò a rilasciare dichiarazioni contro Cook. Come primo punto offriva le testimonianze dei due inuit che avevano accompagnato il dottore, Ahwelah e Etukishook, rilasciate a bordo della Roosevelt, secondo i quali non si erano mai allontanati troppo dalla costa dell'isola di Axel Heiberg.
Non si riusciva però a capire come mai, non essendosi allontanati troppo dai nascondigli dei viveri, durante il ritorno avessero allungato talmente tanto il percorso da vivere un anno di stenti. Come secondo punto riferì che aveva personalmente esaminato la slitta di Cook e che secondo lui non era adatta a compiere lunghe tratte sulla superficie irregolare dell'Artico. Non spiegò però per quale motivo, se ciò poteva costituire una prova inconfutabile per smentire pubblicamente il dottor Cook, non avesse acconsentito di riportarla in America. 

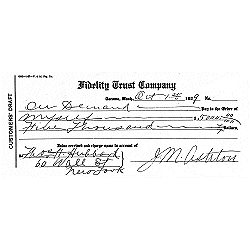
L'assegno che Edward Barrill avrebbe intascato per la ritrattazione sulla riuscita della scalata al Monte McKinley.

Cook nel frattempo aveva incominciato un giro di conferenze in tutta l'America, rilasciando un'infinità di interviste. La campagna denigratoria in corso lo fece sprofondare in una forma acuta di depressione. Inoltre fu colpito da un attacco grave di laringite che gli impediva di parlare. Cominciava ad avvertire un'ostilità montante nei suoi confronti e incominciava a sentirsi perseguitato. Cook scrisse: “Questa situazione era davvero spiacevole per me… l'egoismo e l'invidia erano evidentemente alla base di tutte le accuse di Peary”. Per cui, alla fine di ottobre, interruppe le conferenze, anche se erano fissate da tempo, e si ritirò per problemi di salute, cominciando a stendere la relazione da inviare a Copenaghen.
Chiese all'Istituto deputato al controllo di accettare una relazione basata sul suo diario personale ma non suffragata dalle misurazioni eseguite e la inviò con un corriere in Danimarca, pregando l'Istituto di considerarla provvisoria fintanto non fosse ritornato in possesso delle registrazioni abbandonate a Etah. Il materiale però non fu mai più ritrovato. Il comitato di esperti ricevette il plico l'8 dicembre 1909 e due settimane dopo emise il verdetto definitivo di “non dimostrazione” del raggiungimento del Polo Nord. Cook disperato si rese irreperibile. Qualche giorno dopo Marie ricevette una lettera dal Canada in cui vi erano le istruzioni per raggiungerlo in Europa con le figlie e concludendo affermò: “La mia vita è più importante della conquista del Polo. Quest'ultimo può aspettare”. Ora, dopo essere stato accolto come un eroe, aveva dinnanzi un lungo declino.
Le voci di un pagamento in denaro ricevuto da Barrill da parte del Peary Artic Club non smisero di diffondersi, nonostante le continue smentite da parte di Hubbard il quale affermava che il maniscalco aveva ricevuto soltanto una piccola somma per il rimborso delle spese del viaggio. Il 24 ottobre 1909 apparve sul New York Herald un'intervista del socio in affari di Barrill, tale C.G. Bridgeford, che dichiarava che il compenso di Barrill era stato dai 5.000 ai 10.000 dollari. Un contabile bancario di Tacoma però affermava di aver visto Barrill ricevere di soppiatto 1.500 dollari in banconote da cento, senza alcuna registrazione sui registri e che questi li avesse nascosti nella cintura. Nel 1989 venne ritrovata fra i documenti della Collezione Peary, presso i National Archives statunitensi, la ricevuta di un assegno datato 1º ottobre 1909, di 5.000 dollari, firmato da Ashton e che doveva essere addebitata all'Hubbard's Fidelity Trust. Comunque, quale che fosse la cifra ricevuta da Barrill, questi in breve tempo fu in grado di comprarsi una grande casa con cinque camere da letto, un frutteto e fu il primo abitante di Darby, il suo paese nel Montana, in mezzo alle montagne, a possedere un'automobile.

## Epilogo
Le dichiarazioni di Peary circa il raggiungimento del Polo Nord furono accettate dai suoi sostenitori della società editoriale a scopo di lucro, la National Geographic Society (NGS), che non era certo l'equivalente britannica della Royal Geographic Society di Londra o di altre nel mondo. Nonostante questo, volle attribuirsi il ruolo di arbitro fra i due contendenti, per cui all'inizio di ottobre del 1909 invitò Peary e Cook a presentare le rispettive registrazioni perché fossero esaminate da una commissione di tre membri iscritti alla società stessa.
Uno dei membri era Henry Gannett, un geografo amico dell'ingegnere, un altro era O.H. Tittman, il sovrintendente della US Coast and Geodetic Survey di cui faceva parte anche lo stesso Peary durante l'ultima spedizione, mentre il terzo membro era Colby M. Chester, un ammiraglio della marina militare in pensione, che già in passato si era dimostrato non sufficientemente convinto delle dichiarazioni di Cook circa il raggiungimento del Polo.
Peary consegnò alla commissione giudicante le registrazioni della prima parte del viaggio, quella in cui era stato accompagnato da Bartlett, in cui la marcia era avvenuta a una velocità consona. Però i tre membri vollero esaminare anche i dati relativi alla seconda parte del viaggio, sino al ritorno a Etah. Il 1º novembre 1909 Peary si recò a Washington portando con sé tali registrazioni contenute in un baule che vennero sommariamente osservate in un deposito dei bagagli della stazione ferroviaria dai tre uomini della commissione, senza leggere i dati e senza determinare se gli strumenti fossero in grado di rilevare la posizione.
Due giorni dopo la NGS dichiarò che Peary aveva dimostrato di aver raggiunto il 6 aprile 1909 il Polo Nord. All'inizio del 1910 i sostenitori di Peary fecero richiesta alla commissioni affari della marina affinché il loro protetto fosse congedato con il grado di contrammiraglio e relativa pensione annuale. Un membro del congresso deputato a valutare l'operato della NGS circa l'esame delle registrazioni di Peary giudicò che quello avvenuto nel deposito bagagli della stazione di Washington era stato superficiale e frettoloso.
Per cui l'ingegnere fu invitato a ripresentare le registrazioni, ottenendo un rifiuto. A scusante dichiarò che non poteva rendere pubbliche le prove per via dei contratti firmati con vari editori, prima dell'uscita dei suoi lavori editoriali. Date le difficoltà di Cook nell'esibire le sue prove, nonostante lo stallo con il congresso, la disputa cominciava a pendere verso Peary e si cominciò ad accettare quest'ultimo come unico scopritore del Polo Nord. Nel 1910 Peary trascorse tutta l'estate in Europa a ricevere onorificenze da vari Stati e da diverse società scientifiche e università. Alla fine dell'anno fu pubblicato il suo libro The North Pole e un racconto in esclusiva dal periodico nazionale Hampton's Magazine. Per cui nel gennaio 1911 accettò di ripresentarsi davanti al Congresso, per tre giorni consecutivi. I suoi sostenitori cercarono di influenzare i voti, mentre l'ingegnere pagò a sue spese due impiegati della United States Coast and Geodetic Survey affinché eseguissero un controllo dei suoi strumenti e poi modificassero le sue osservazioni e misurazioni polari. Peary si rifiutò anche di lasciare il suo diario e i suoi dati del viaggio affinché venissero esaminati; però a una rapida occhiata da parte dei membri della sottocommissione del Congresso apparve chiaro che non offrivano dati relativi alle ore trascorse al Polo, e in particolare in data 6 aprile era stato aggiunto un foglio volante su cui aveva scritto: “Finalmente al Polo!!! Il premio desiderato per tre secoli, il mio sogno, l'ambizione che ho inseguito per ventotto anni. Finalmente è mio”.
Inoltre al rappresentante del Dakota del Nord, Henry T. Helgesen, apparve molto strano come il diario, che Peary aveva scritto per due mesi, fosse stato tenuto in modo impeccabile, senza tracce di unto né di usura. Peary non riuscì a rispondere in modo adeguato a tali interrogativi, per cui il rappresentante Ernest W. Roberts dichiarò che parte della sua testimonianza era “vaga e incerta”. La sottocommissione del Congresso con quattro voti a favore e tre contro decise che la proposta dei sostenitori di Peary fosse valida, ma non lo definirono lo scopritore del Polo Nord quanto semplicemente colui che lo aveva raggiunto. Il 4 marzo del 1911 Peary fu promosso a contrammiraglio e fu mandato in congedo con una pensione di 6.000 dollari l'anno.
Negli anni a seguire Peary non mostrò più a nessuno il suo diario e le sue misurazioni. Nel 1913 uno dei componenti l'ultima spedizione dell'ingegnere, Donald MacMillan, per screditare ancor di più Cook volle partire per l'Artico alla ricerca della Terra di Crocker che Peary disse di aver scoperto nel 1909 ma che il dottore disse di non aver mai incontrato nel punto indicato dall'ingegnere. Mac Millan, anche se a malincuore, dovette riconoscere che l'affermazione di Cook era esatta: in quel punto esisteva solo una grande distesa di ghiaccio. Altre scoperte di Peary vennero smentite da ulteriori esploratori successivi e altre non furono riconosciute in quanto già raggiunte e già nominate. Un esploratore, Mylius Erichsen, fu portato fuori strada da una mappa della Groenlandia disegnata da Peary e vi trovò la morte in quanto non riuscì a raggiungere una zona dove avrebbe trovato molta selvaggina. Entro il 1916 l'US Navy Hydrographic Office aveva cancellato quasi tutte le “conquiste” di Peary dalle carte fino allora riconosciute.

### La morte di Peary

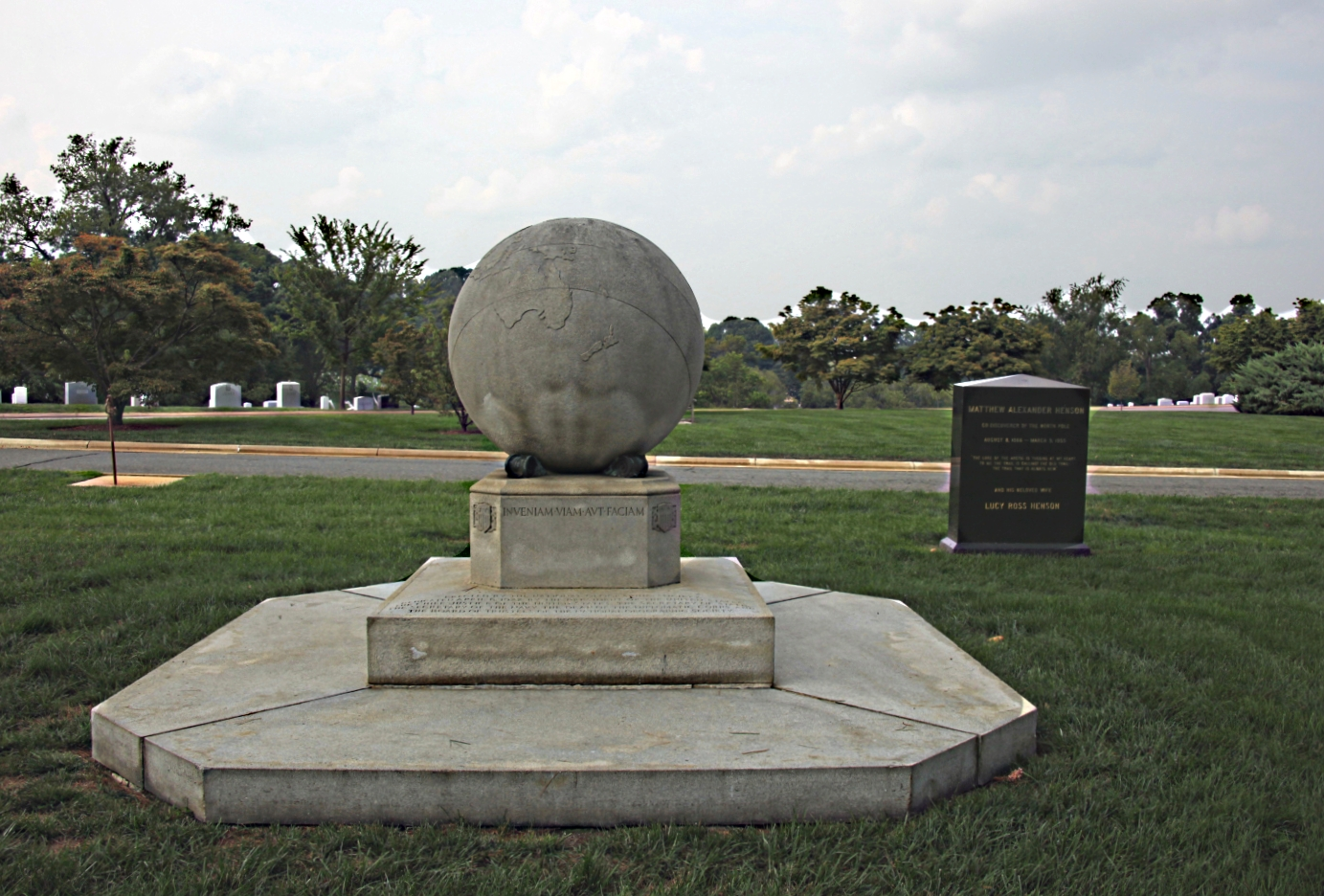
La tomba di Robert Peary nel cimitero di Arlington in Virginia. Sullo sfondo a destra la lapide nera della tomba di Matthew Henson.

Nel 1918, dopo l'armistizio della prima guerra mondiale, la salute di Peary peggiorò a causa dell'anemia perniciosa già diagnosticata da Cook, che lo portò alla morte il 20 febbraio 1920 dopo numerose trasfusioni e diversi ricoveri in ospedale. Venne sepolto come un eroe americano nel cimitero di Arlington in Virginia. Due anni dopo la morte sulla tomba fu posto un blocco di granito bianco, sferico, su cui era stata incisa una frase di Peary detta durante il viaggio al Polo: “Troverò una strada, oppure ne farò una io”. Trentacinque anni dopo, nel 1955, morì anche la moglie Josephine, che lo aveva sostenuto e incoraggiato per tutta la vita, e anch'essa venne tumulata nell'Arlington National Cemetery, a poca distanza dal marito. Negli anni settanta, quando gli eredi di Peary resero finalmente pubblici il diario e le registrazioni tenuti nascosti fino ad allora, la rivista statunitense National Geographic pubblicò un articolo in cui si esprimevano molti dubbi sull'impresa dell'ingegnere; secondo la rivista, Peary sapendo di aver fallito il tentativo aveva falsificato i dati. La conclusione fu che Robert Edwin Peary nel 1909 era arrivato solo a una ottantina di miglia a ovest del Polo Nord.

### Le menzogne dell‘Hampton Magazine

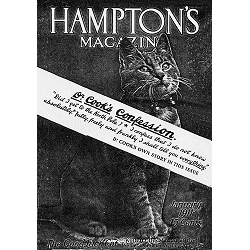
La presunta confessione di Frederick Cook apparsa sulla rivista Hampton's Magazine.

Frederick Cook tornò in America alla fine del 1910 da eroe sconfitto. Scrisse per la rivista statunitense Hampton's Magazine, che aveva già pubblicato il racconto di Peary, The Conquest of the North Pole, la storia del suo viaggio; apparve nel numero di gennaio 1911 a titolo Dr. Cook's Own Story. Purtroppo per lui i redattori della rivista avevano apportato importanti modifiche a sua insaputa, come riferì successivamente la stenografa Lilian Kiel, che disse che erano state rimosse alcune parti e inserita una falsa confessione di Cook in cui il dottore confessava di essere stato incapace di intendere e volere quando aveva ammesso per la prima volta di aver raggiunto il Polo.
Diceva: “Dopo una matura riflessione confesso di non sapere di aver raggiunto il Polo Nord… Non ho mai messo in dubbio la dichiarazione del comandante Peary riguardo alla sua scoperta. E non lo faccio adesso. Non era mia intenzione appropriarmi di un onore che appartiene soltanto a lui”. Cook, amareggiato perché tale dichiarazione fu riportata da molti altri giornali, provò a smentire quanto pubblicato ma il suo grido di dolore non fu sentito da nessuno. Qualche mese dopo, dopo avervi lavorato per circa un anno, dimorando in diversi hotel di tutta Europa sotto falso nome, fu pubblicato il suo libro, My Attainment of the Pole, in cui all'inizio compariva una sentita dedica al popolo inuit che tanto aveva amato e che tanto lo avevano aiutato.
Scrisse “Agli indiani che inventarono la carne secca e compressa e le racchette da neve. Agli inuit che perfezionarono l'arte di viaggiare in slitta. Alla mia seconda famiglia di indigeni senza bandiera va il riconoscimento più grande”. Nel libro infatti abbondavano dettagli sulla vita degli indigeni dell'Artico. Erano le parole di un uomo che aveva sempre cercato di capire e accettare la cultura dei nativi incontrati nei suoi viaggi. Il libro terminava con questa affermazione: “Ho esposto la mia causa, ho presentato le mie prove. Quanto ai meriti relativi della mia dichiarazione, e di quella del signor Peary, vi suggerisco di mettere l'una accanto all'altra le due relazioni. Confrontatele, E io mi riterrò soddisfatto, qualunque sia la vostra decisione”.

### Le prove a favore di Cook
I punti che dimostrerebbero che il conquistatore del Polo Nord sia Frederick Cook, il 21 aprile 1908, sono i seguenti:
- Cook si era avvalso delle tecniche di viaggio degli eschimesi, aveva progettato e costruito le sue slitte, di peso ridotto e più piccole. Era convinto di quanto fosse necessario viaggiare con un gruppo ridotto, con un carico estremamente ridotto e leggero e di sopravvivere con le risorse della terra. Inoltre a quarantatré anni era in forma smagliante e per di più aveva scelto due fra i migliori eschimesi esperti di caccia e della conduzione di una slitta.
- Le descrizioni della regione polare compresa tra gli 87° e i 90° N, che mai nessuno aveva raggiunto e osservato, non furono mai smentite da nessun esploratore successivo, con l'eccezione della Terra di Bradley che si pensa ora fosse un'isola di ghiaccio alla deriva.
- Cook descrisse per primo la deriva della banchisa polare tra l'80° e il 90° N verso ovest che allora era sconosciuta, in quanto si era convinti che ci fosse un lento movimento verso est. Anche ciò venne in seguito confermato.
- Cook dichiarò che attorno agli 88° N aveva osservato una strana struttura di ghiaccio, piatta, più alta della restante superficie e con la parte superiore segnata da onde e irregolarità. Probabilmente non era altro che un'isola di ghiaccio, ancora sconosciuta, che si scoprì originavano dalla superficie ghiacciata che circonda la parte più settentrionale dell'isola di Ellesmere che quando si staccano si muovono lentamente in senso orario. Furono poi individuate e confermate da successive perlustrazioni aeree.

Per quanto riguarda l'altra impresa compita da Cook nel 1906, la prima scalata del Monte McKinley, continuò a essere fedele a quanto aveva scritto nel suo libro To the Top of the Continent, fu sempre convinto che quando descritto nelle sue relazioni un giorno avrebbero trovato finalmente conferma e sarebbe stato riconosciuto come il primo uomo ad aver scalato la cima più alta del continente americano. Ciò che venne confermato in seguito fu:
- Cook affermò che l'altezza della montagna fosse di 6.117 metri. Con i moderni strumenti di misurazione si è fissato l'altitudine a 6.096. Si era sbagliato, ma di poco.
- Prima della sua scalata nessuno sapeva che le cime del McKinley fossero due, una settentrionale e una più alta meridionale, poste a 3.200 metri una dall'altra. Tale scoperta è da attribuire a Cook.
- Descrisse che i pendii sopra i 5.520 metri erano meno ripidi di quelli al di sotto di tale altezza per cui era riuscito ad arrivare in cima a una velocità decisamente superiore e ciò fu in seguito confermato anche da tutte le squadre di scalatori che si sono succeduti.
- Anche la dettagliata descrizione di ciò che vide dalla cima fu verificata successivamente.

### Testimonianze inutili pro Cook
Cook non fece più ritorno in Groenlandia, però Harry Whitney e Robert Bartlett partirono insieme per Etah nel 1910 dove cercarono di ritrovare gli strumenti e i dati dell'impresa, che non furono mai trovati. I due ragazzi inuit che lo accompagnarono al Polo, Etukishook e Ahwelah, non li rivide più. Nel 1914 il senatore statunitense Miles Poindexter, un pubblico ministero della contea e giudice della Corte d'appello di Walla Walla, Washington, che si era sempre battuto per far chiarezza sulla scoperta del Polo Nord, ricevette una lettera inviata, in data 9 marzo 1914, da Edwin S. Brooke Jr., che fece parte della spedizione di Mac Millan del 1913 alla ricerca della terra di Crocker, in cui scriveva: “Gentile signore, probabilmente le interesserà sapere che, durante l'estate del 1913, partecipando come fotografo alla Crocker Land Expedition, ho avuto l'opportunità di incontrare e di parlare con i due giovani inuit che accompagnarono il dottor Cook nel suo viaggio al Polo. Ho trascorso buona parte del mio soggiorno a Etah con i due ragazzi e, pur non riuscendo a ottenere un racconto coerente, sono venuto a sapere parlando direttamente con loro che, durante quella spedizione, si allontanarono di molto dalla terra, e proseguirono per diversi giorni. Tale dichiarazione è in netto contrasto con quella rilasciata dagli uomini di Peary al loro ritorno dall'Artico. Questi ragazzi sono ancora fedeli al dottore, e mi hanno chiesto notizie di lui. Sono certo che questa mia testimonianza potrà esserle utile per rendere giustizia al dottor Cook”.
Poindexter nell'aprile dl 1914 presentò una delibera affinché il Congresso approntasse nuove udienze ritenendo che il dottor Cook avesse subito un grosso torto, in quanto ci fu un tentativo di screditarlo mettendo in dubbio la scalata del Monte McKinley, per cui dovesse essere riabilitato. Inoltre, visto che il Congresso aveva avviato un'indagine sulle prove di Peary, avrebbe dovuto farà la stessa cosa su quelle presentate da Cook. La delibera di Poindexter presentata alla commissione non fu mai presa in considerazione. Il 21 gennaio 1915 venne presentata una proposta simile alla Camera dei rappresentanti e varie testimonianze vennero rilasciate davanti a una Commissione per l'educazione. Ad esempio trentadue esploratori artici rilasciarono una dichiarazione a favore della relazione di Cook, la stenografa Lilian Kiel presso l‘Hampton's Magazine riferì che fu modificato il racconto dell'esplorazione da parte della redazione, inserendo anche una confessione falsa, oppure la dichiarazione dell'ingegnere Clark Brown che confermò le rilevazioni di Cook, confermando che riuscì ad arrivare al Polo Nord. Alcuni testimoni però non riuscirono a deporre in quanto la commissione rifiutò l'apertura delle indagini. La votazione si era chiusa in parità ma ciò non bastava per la continuazione delle udienze, senza la maggioranza, Tutto ciò si era verificato per l'intervento dei sostenitori di Peary che avevano esercitato pressioni in proposito.

### Il declino

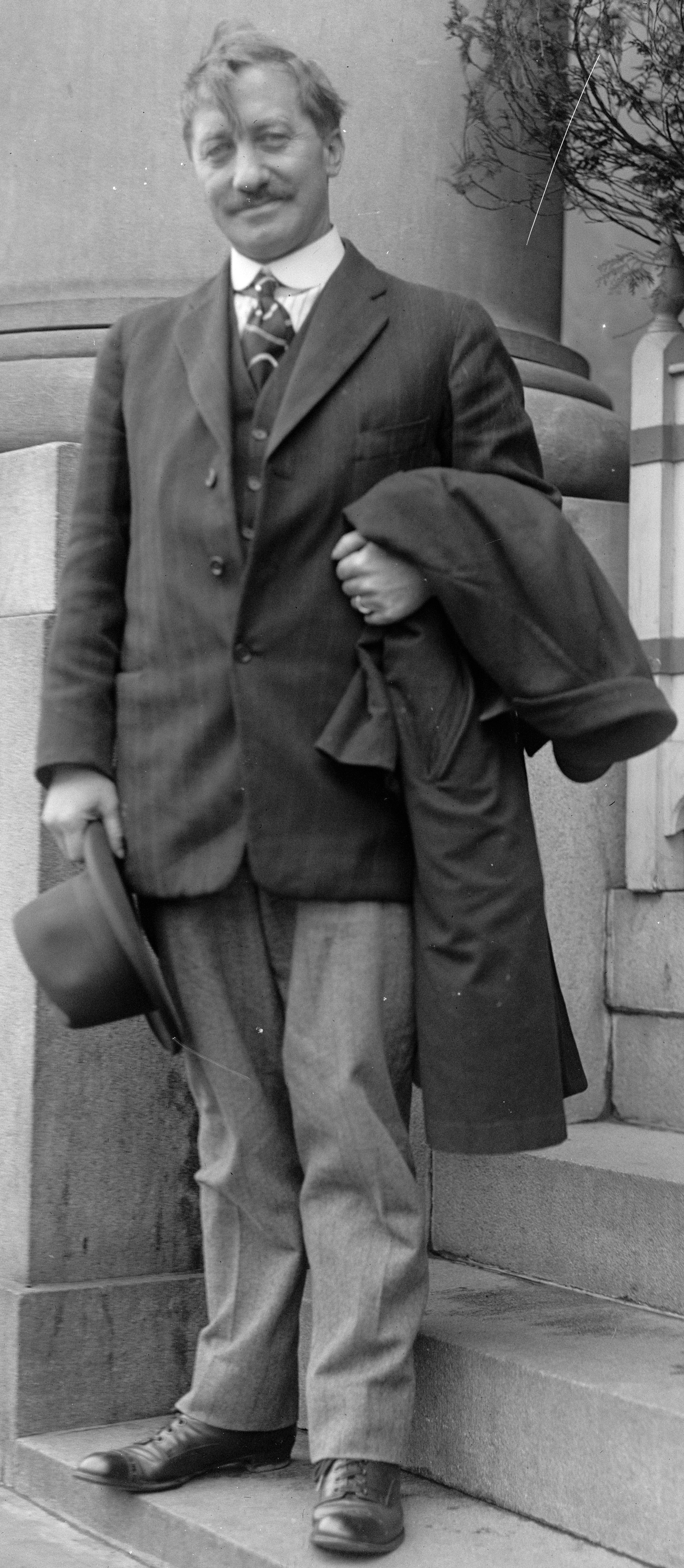
Frederick Cook nel 1917.

Ormai l'interesse del pubblico sulla disputa riguardante il Polo andava scemando e Cook finì per accettare la proposta di un suo vecchio amico, il dottor Frank Thompson di Chicago, di studiare il potenziale di una compagnia petrolifera del Wyoming. In seguito diresse le operazioni della New York Oil Company a Casper nel Montana e poi fu presidente della Cook Oil Company. Tale compagnia individuò diversi pozzi, molto ricchi di petrolio. Quando nel Texas fu trovato il petrolio, nel 1918, vendette la compagnia del Wyoming e si trasferì con la famiglia a Fort Worth e nel 1922 fondò la Petroleum Producers Association (PPA). Nel tentativo di aiutare le molteplici piccole compagnie petrolifere in difficoltà vendendo le azioni della propria compagnia fu accusato da un ex membro del Peary Artic Club, Herbert Houston che arrivò a dire: “Egli non ha scoperto il Polo Nord, ma quello che è certo è che noi abbiamo scoperto lui...”.

#### Il carcere

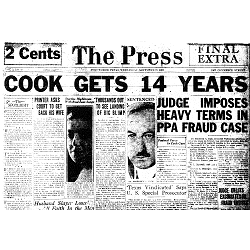
Sulle prime pagine dei giornali a caratteri cubitali appariva la notizia della condanna di Cook a 14 anni di carcere.

Gli ispettori federali si recarono negli uffici della Cook Oil Company chiedendo di vedere i libri contabili della compagnia; Cook collaborò con gli ispettori ma il 3 aprile 1922 venne arrestato con l'accusa di aver truffato gli azionisti, avrebbe incrementato la vendita delle azioni migliorando la posizione della PPA. Venne nominato un curatore fallimentare per chiudere le attività della compagnia. Il processo ebbe inizio nell'ottobre del 1923, sul banco dei testimoni salirono molte persone; un ispettore bancario disse che i libri contabili erano a posto ma nonostante ciò il giudice John Killits, della corte distrettuale, condannò Cook a quattordici anni e sei mesi di carcere.

#### Frederick e Marie divorziano
Per risparmiare alle figlie una così dura prova, poco prima del processo, Frederick e Marie divorziarono, ma quest'ultima non si perse un'udienza, sedendo sempre dietro l'ex marito. Cook venne trasferito presso la prigione federale di Leavenworth in Kansas il 6 aprile 1925, lo stesso giorno in cui i sostenitori di Peary festeggiavano il sedicesimo anniversario della conquista del Polo Nord. Frederick si adattò benissimo alla vita del carcere; di notte stava nell'infermeria mentre di giorno dirigeva il giornale della prigione, The New Era; era molto stimato da tutti, detenuti, secondini e amministratori dell'istituto penitenziario. Non voleva vedere nessuno, nemmeno i familiari, ma nel gennaio del 1926 ricevette la visita inaspettata del suo amico esploratore norvegese Roald Amundsen che era venuto in America per un giro di conferenze. Parlarono del viaggio fatto insieme sulla Belgica al Polo Sud e addirittura di un'altra spedizione che avrebbero potuto fare insieme. Alla sua uscita dal carcere, ai cronisti che lo attendevano fuori, espresse la propria ammirazione e riconoscenza per Cook definendolo: “Il viaggiatore più in gamba che abbia mai conosciuto”. Questa sua presa di posizione chiara e netta nei confronti del dottore gli costò la partecipazione a una conferenza pagata della National Geographic Society presso la sua sede di Washington, malgrado un precedente invito che fu però ritirato in quel frangente.

#### La richiesta di grazia rifiutata

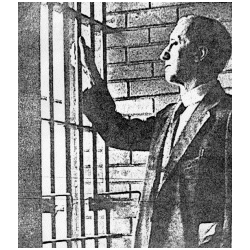
Frederick Cook in carcere.

Alla fine del 1928, Cook chiese la grazia ma il giudice Killits, che si era sempre schierato apertamente contro di lui, gliela negò. All'epoca nessuno era a conoscenza che tale giudice era amico di alcuni familiari di Peary. Anni dopo si è venuti a conoscenza di una lettera che Killits scrisse alla figlia di Peary, Marie Peary Stafford, il 23 gennaio 1930, in cui vi era scritto: “Sono d'accordo con lei: se il dottore ricevesse una condanna per tutti i reati che ha commesso, resterebbe in carcere a vita”. Due anni dopo, nel marzo del 1930, venne rilasciato sulla parola e a sessantacinque anni uscì dal carcere. Dopo aver vissuto per breve tempo a Chicago presso il suo amico medico Thompson, andò a vivere alternativamente con le sue figlie Ruth ed Helen che, ormai adulte, si erano sposate ed erano diventate rispettivamente le signore Hamilton e Vetter. Ogni tanto si vedeva, a casa delle figlie, anche con Marie, che viveva nel sud della California, con la quale era comunque sempre in contatto epistolare e che nonostante tutto amava ancora, probabilmente ricambiato.

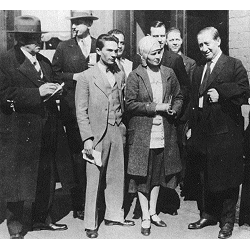
Cook esce dal carcere.

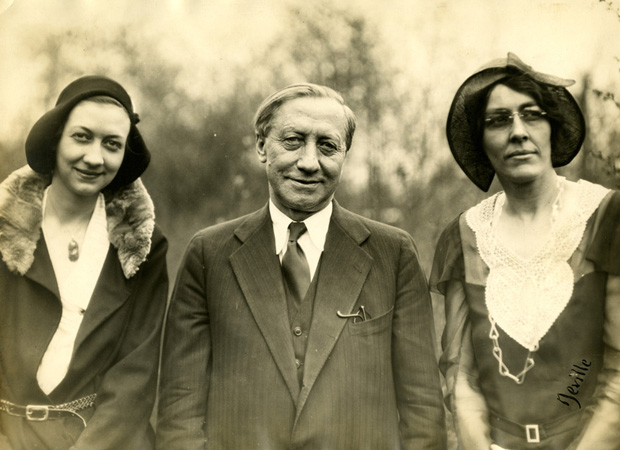
Frederick Cook con le figlie, Helen a sinistra e Ruth a destra.

#### Troppo tardi!
Cook, nel febbraio del 1936, tentò per l'ultima volta di far riesaminare la controversia sulla conquista del Polo e scrisse al presidente dell‘American Geographical Society (AGS), tale R. Roland Redmond, questa missiva: “Sono passati esattamente ventotto anni dal giorno in cui lasciai Annoatok, in Groenlandia, per intraprendere un viaggio in slitta che mi avrebbe portato sino al Polo Nord, dove arrivai il 21 aprile 1908, Quando, diciotto mesi dopo, tornai nel mondo civilizzato, annunciando il mio successo, fui immediatamente attaccato da un rivale invidioso, e nei mesi e negli anni che seguirono fui vittima della peggiore campagna di calunnie e ingiurie della storia... È arrivato il momento di sottoporre la mia storia a un'inchiesta completa e imparziale. E, considerando la fama di equità e accuratezza che vi contraddistingue, chiedo rispettosamente che tale ricerca venga condotta dall‘American Geographical Society”. La richiesta però fu respinta dalla società, dati i costi proibitivi che una nuova inchiesta avrebbe comportato.

### La fine

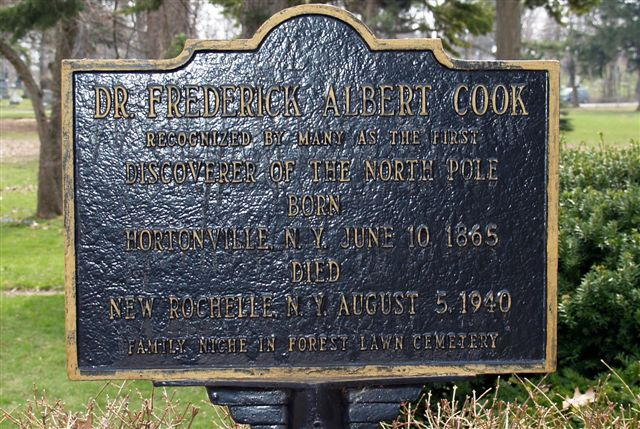
La lapide sulla tomba di Frederick Cook al cimitero Forest Lawn di Buffalo (New York).

Mentre si trovava ospite a casa di Rulph Stainwald von Ahlefeldt, che faceva parte della spedizione sul Monte McKinley del 1903, il 3 maggio 1940 ebbe un ictus per cui fu ricoverato in condizioni critiche all'ospedale dove rimase qualche settimana. Nel frattempo Von Ahlefeldt e alcuni suoi amici chiesero la grazia per Cook al Presidente degli Stati Uniti, Franklin Delano Roosevelt, che gliela concesse il 16 maggio 1940. Quando l'amico la fece vedere a Frederick questi con un filo di voce ringraziò e disse di essere felice. Una volta rimessosi uscì dall'ospedale ma il 24 giugno 1940, ebbe un secondo episodio e fu ricoverato nuovamente. Entrò in coma e all'età di settantacinque anni morì il 5 agosto 1940, a New Rochelle, New York.
Fu sepolto nel cimitero Forest Lawn di Buffalo nello Stato di New York, davanti a parenti e amici. Per trentasette anni la sua tomba non ha avuto alcun monumento sino a quando venne messa una semplice lapide commemorativa con scritto: “Il dottor Cook fu il primo a dichiarare di aver scoperto il Polo Nord, nel 1908. Fu il primo a scalare il Monte McKinley in Alaska, nel 1906. Fu il primo americano a esplorare entrambe le regioni polari. Venne fatto cavaliere dal re del Belgio e ottenne diverse medaglie d'oro da varie società geografiche”. Sia Frederick Cook sia Robert Edwin Peary dissero al loro ritorno dal Polo Nord di aver nascosto in un anfratto del ghiaccio un messaggio sulla propria conquista. Nessuno di tali messaggi però è stato mai trovato.

## Galleria d'immagini

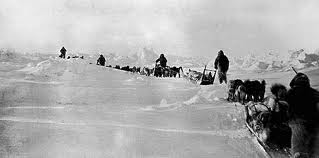
Escursioni durante la North Greenland Expedition nel 1892
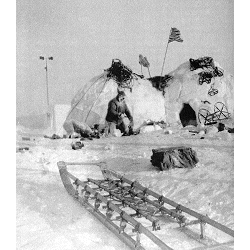
Meritato riposo durante un'escursione della North Greenland Expedition
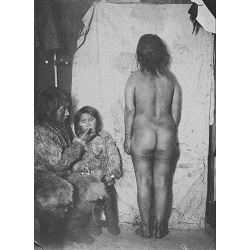
Studi antropologici eseguiti da Cook sugli eschimesi della Groenlandia
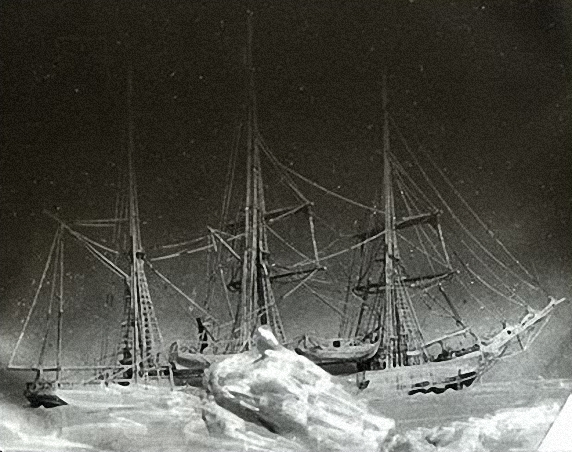
Altra immagine della Belgica intrappolata dai ghiacci in Antartide
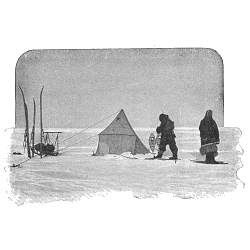
Frederick Cook aiuta a organizzare il primo campo in Antartide nel 1899
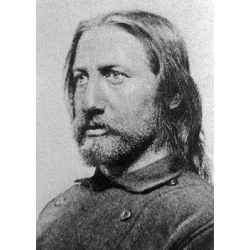
Un'immagine di Frederick Cook in Antartide nel 1898
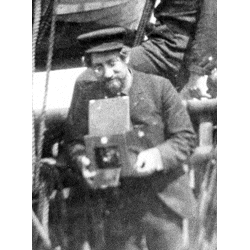
Frederick Cook in veste di fotografo durante la Belgian Antarctic Expedition
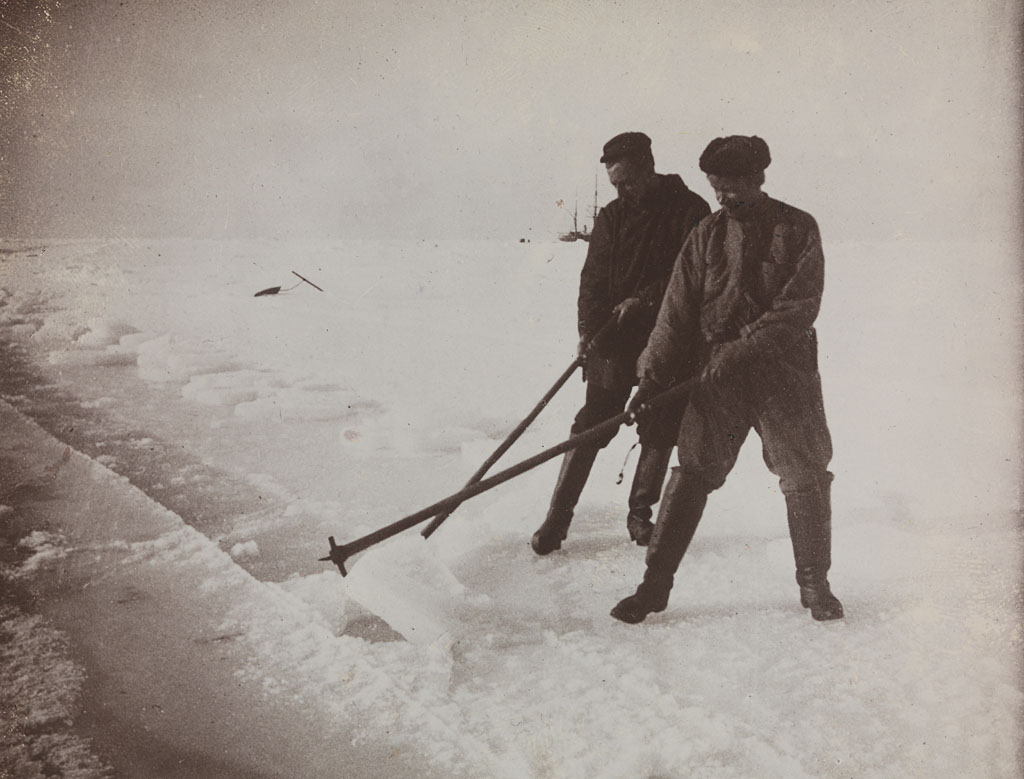
Fu Cook ad escogitare l'idea di scavare i canali nella banchisa per liberare la Belgica
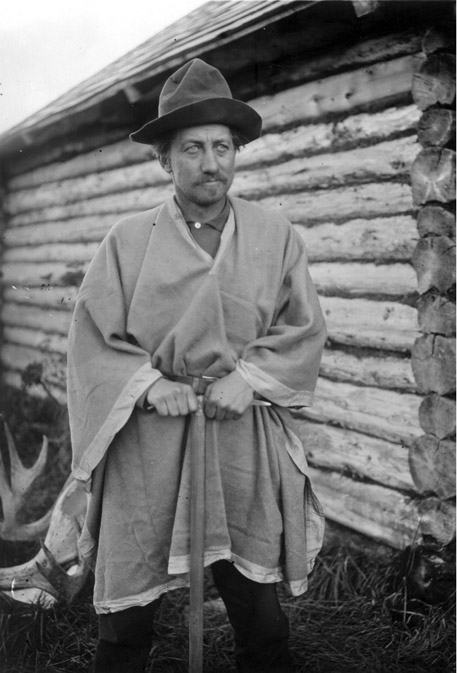
Cook in Alaska 1906 durante la spedizione sul Monte McKinley
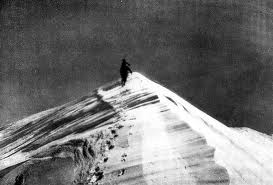
Verso la cima del McKinley
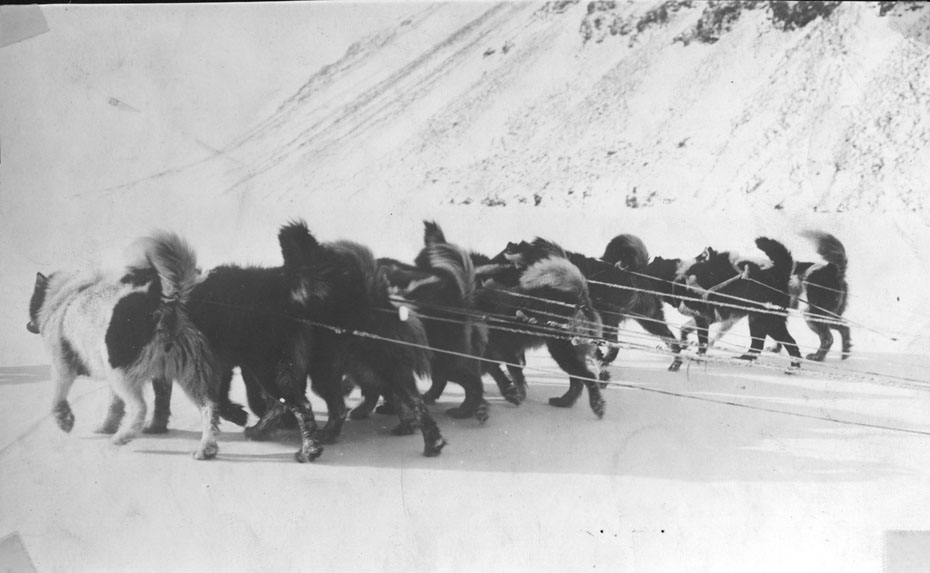
La muta di cani dedicata al traino di una slitta nell'Artico
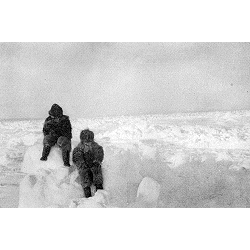
Finalmente al Polo!
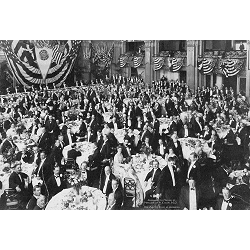
Pranzo di gala all'Artic Club offerto in onore di Cook
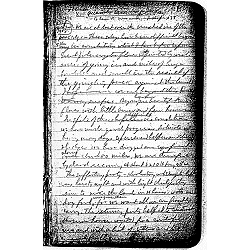
Pagina del diario di Cook del 1908
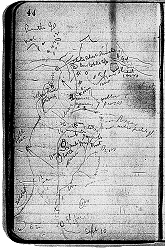
Lo schizzo fatto sul suo diario da Cook nel 1908 del Ruth Glacier, da lui esplorato e denominato con il nome della figliastra
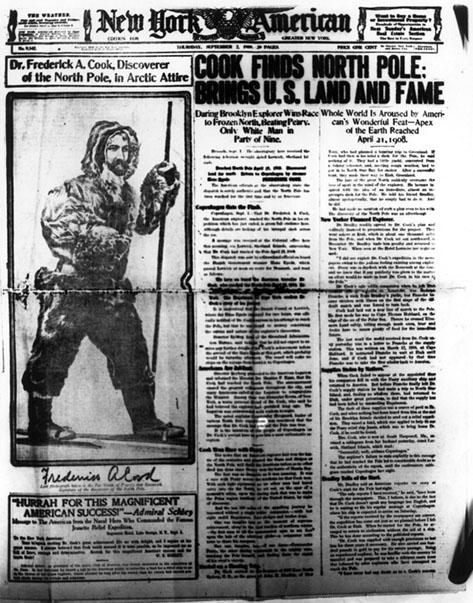
La prima pagina del quotidiano New York American sul raggiungimento del Polo Nord da parte di Cook
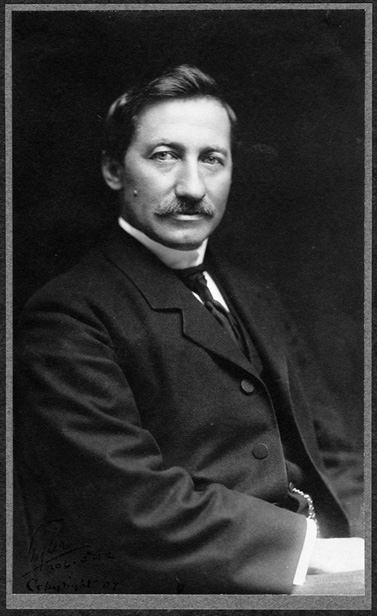
Frederick Cook nel 1909
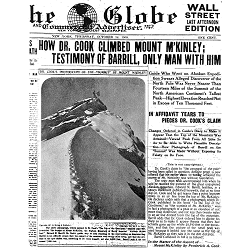
Il 14 ottobre 1909 il New York Globe pubblicava in prima pagina la ritrattazione di Barrill
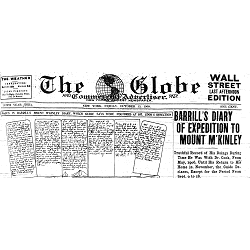
Il 15 ottobre 1909 il New York The Globe pubblica i diari di Barrill sulla scalata del McKinley
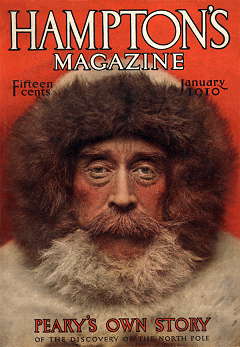
Il numero di gennaio del 1910 dell'Hampton's Magazine con il racconto sull'impresa di Peary
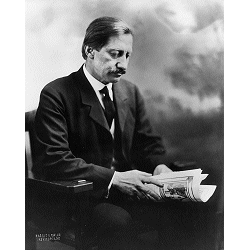
Frederick Albert Cook
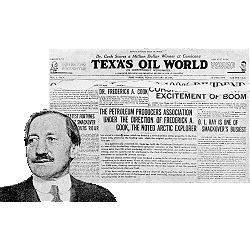
Frederick Cook nelle vesti di "Oil Promoter" nel 1918
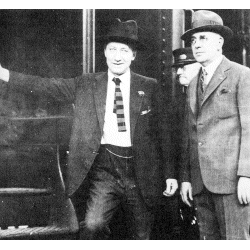
Cook viene condotto al carcere di Levenworth nel 1923
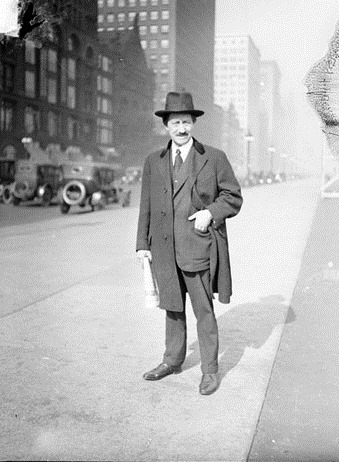
Frederick Cook a Chicago dopo l'uscita dal carcere
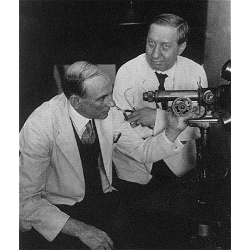
Frederick Cook (a destra) insieme al suo grande amico oftalmologo di Chicago Dr. Thompson
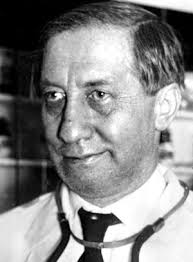
Dr. Frederick Albert Cook
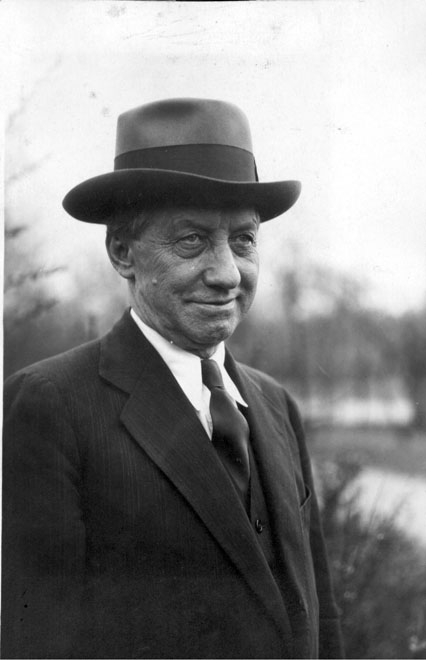
Cook negli ultimi anni di vita

## Fonti
Bruce Henderson, Vero Nord. Frederick Cook, Robert Peary e la corsa al Polo, ed. Corbaccio